# Kontinentalarmee

Flagge der Vereinigten Kolonien (Grand Union oder Continental Flag, 1776–1777)

Siegel des United States Board of War and Ordnance (1778)

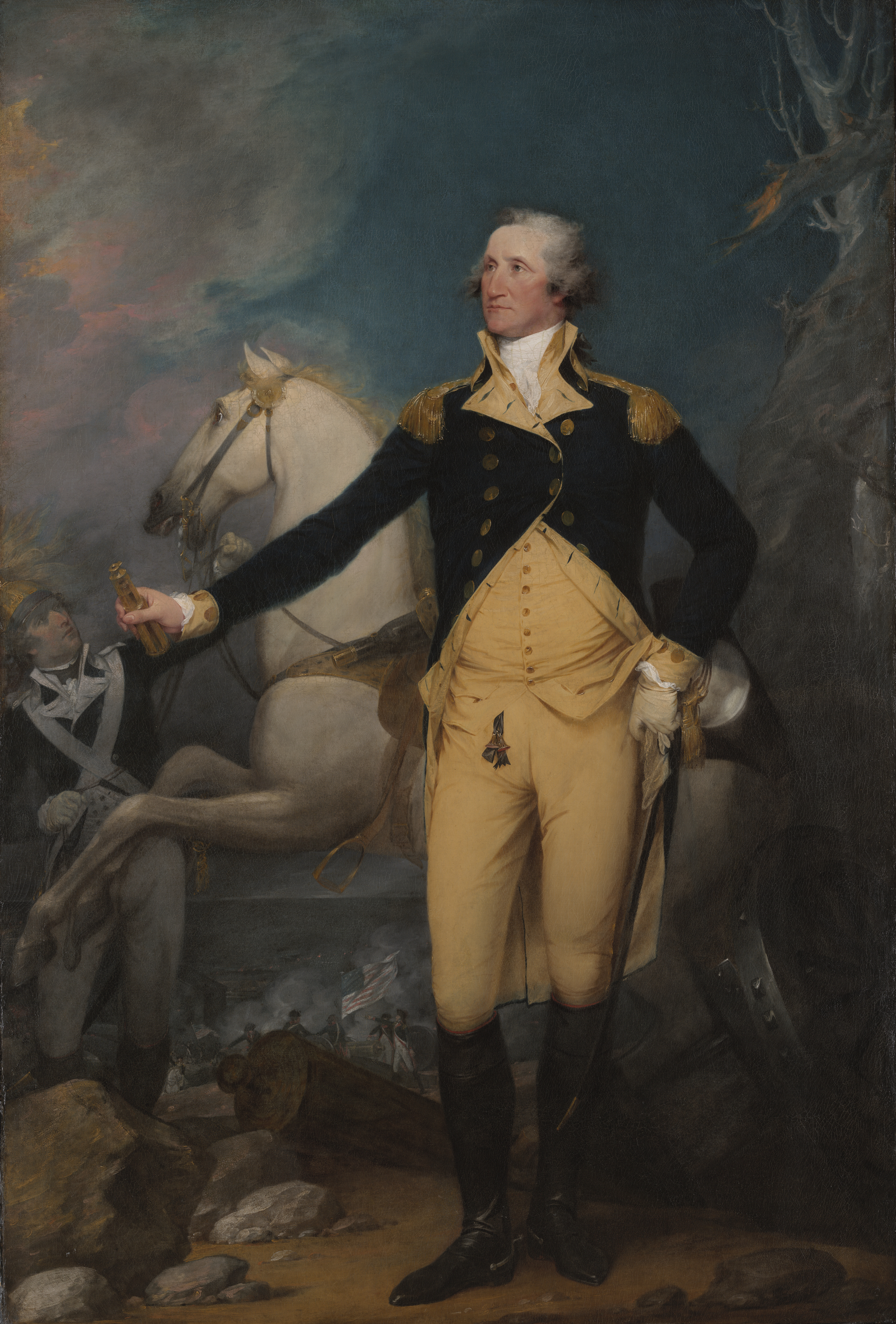
General in Chief George Washington, Gemälde von John Trumbull, 1792

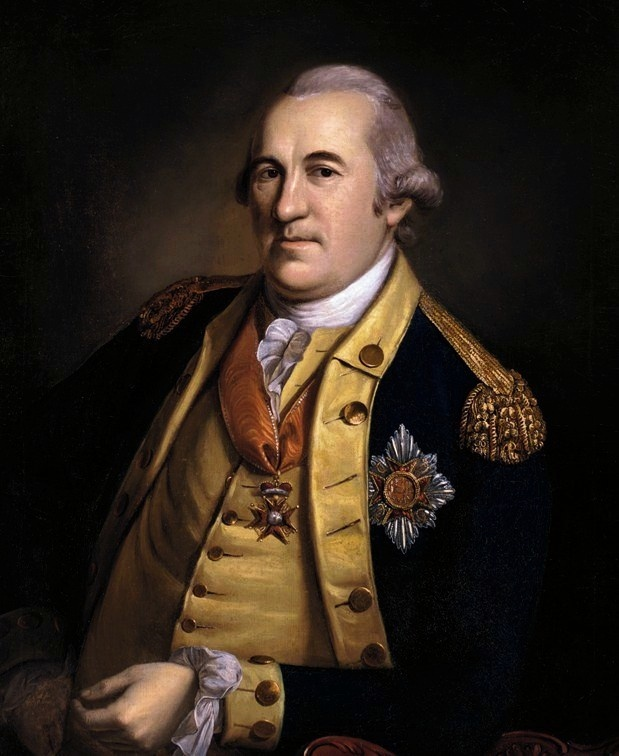
Generalinspekteur Friedrich Wilhelm von Steuben

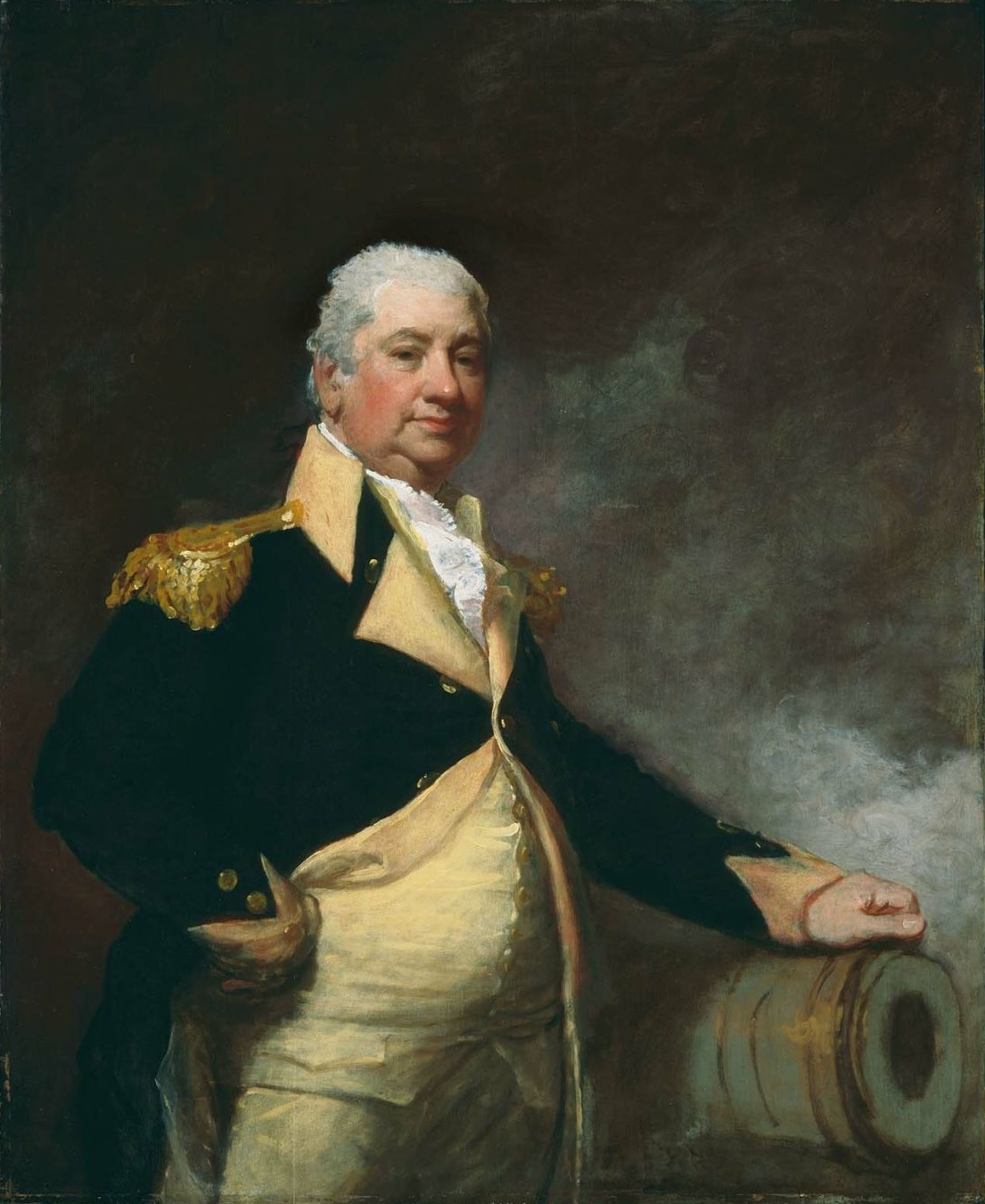
General der Artillerie Henry Knox

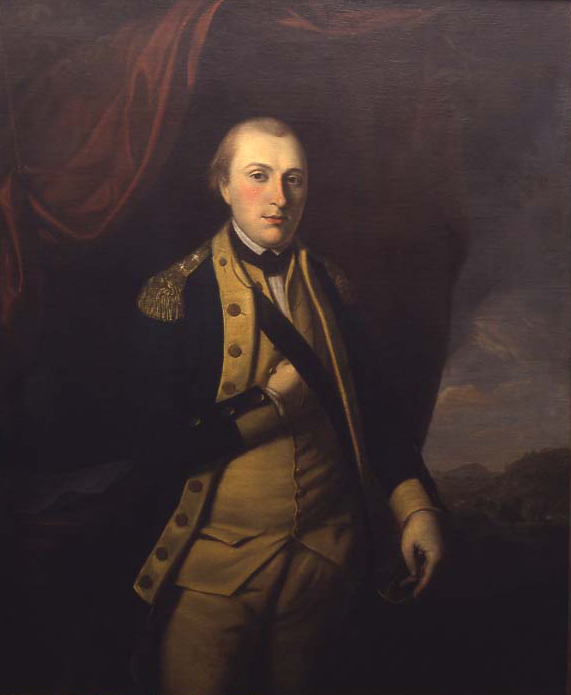
General der Infanterie Marie-Joseph Motier, Marquis de La Fayette

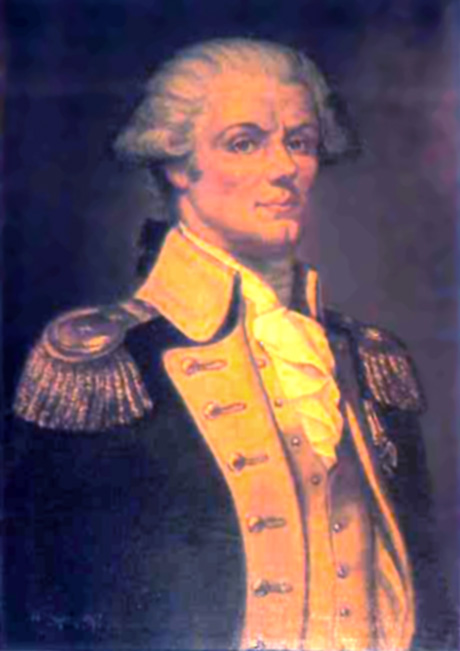
Generalingenieur Tadeusz Kosciuszko

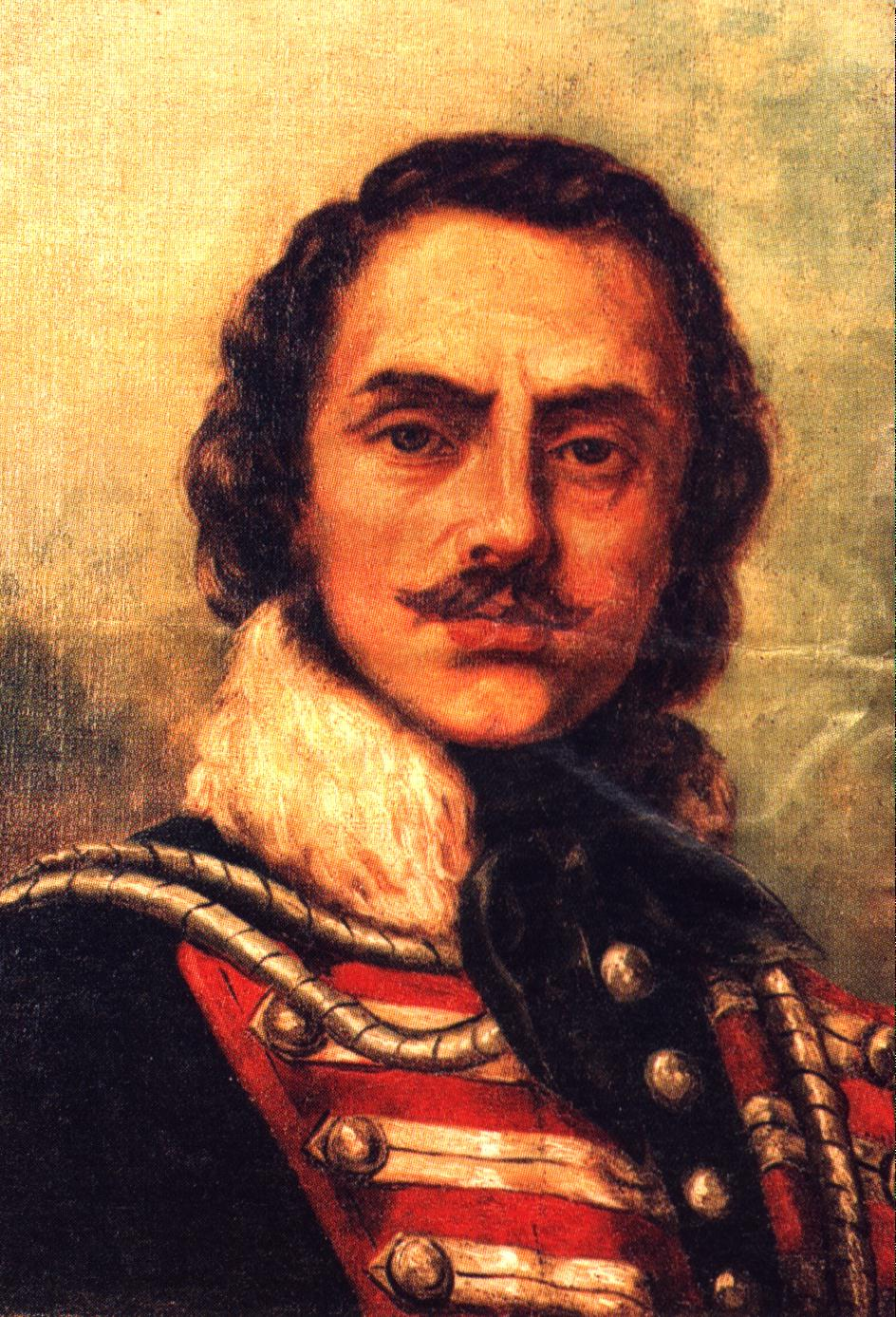
General der Kavallerie Casimir Pulaski

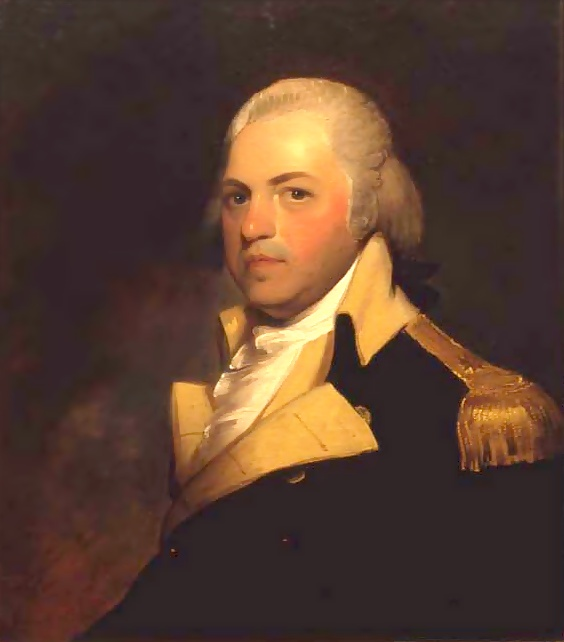
General der Kavallerie Henry Lee

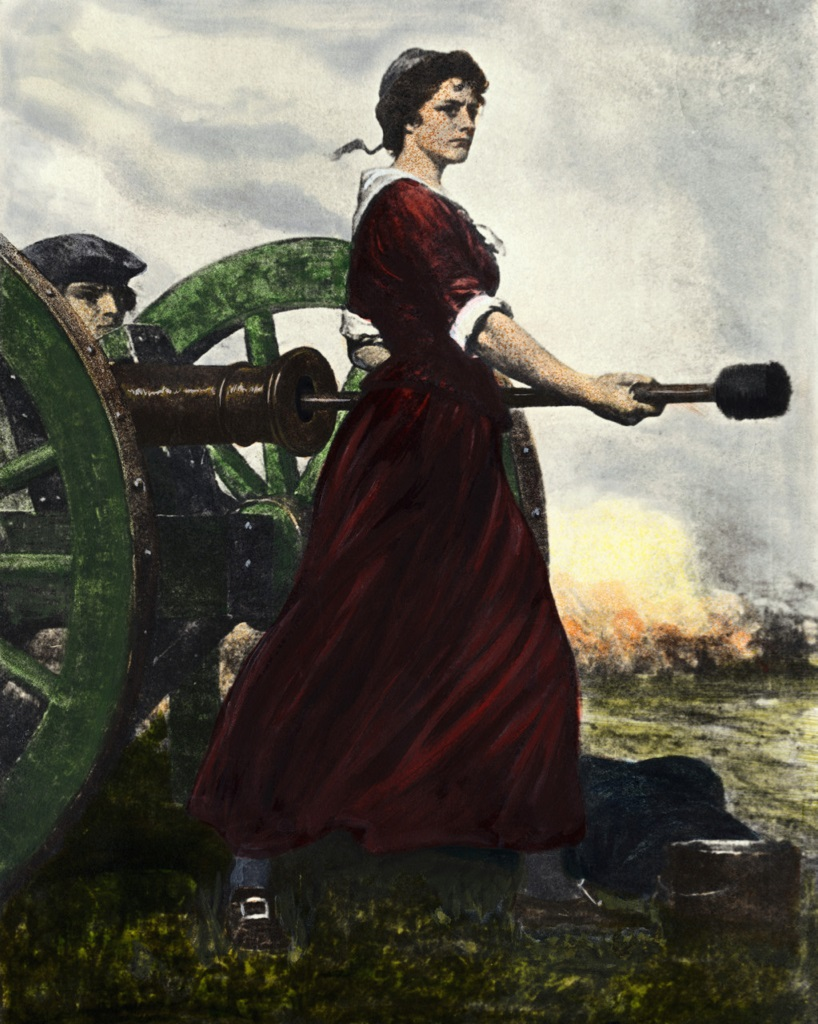
Molly Pitcher in der Schlacht von Monmouth (1912)

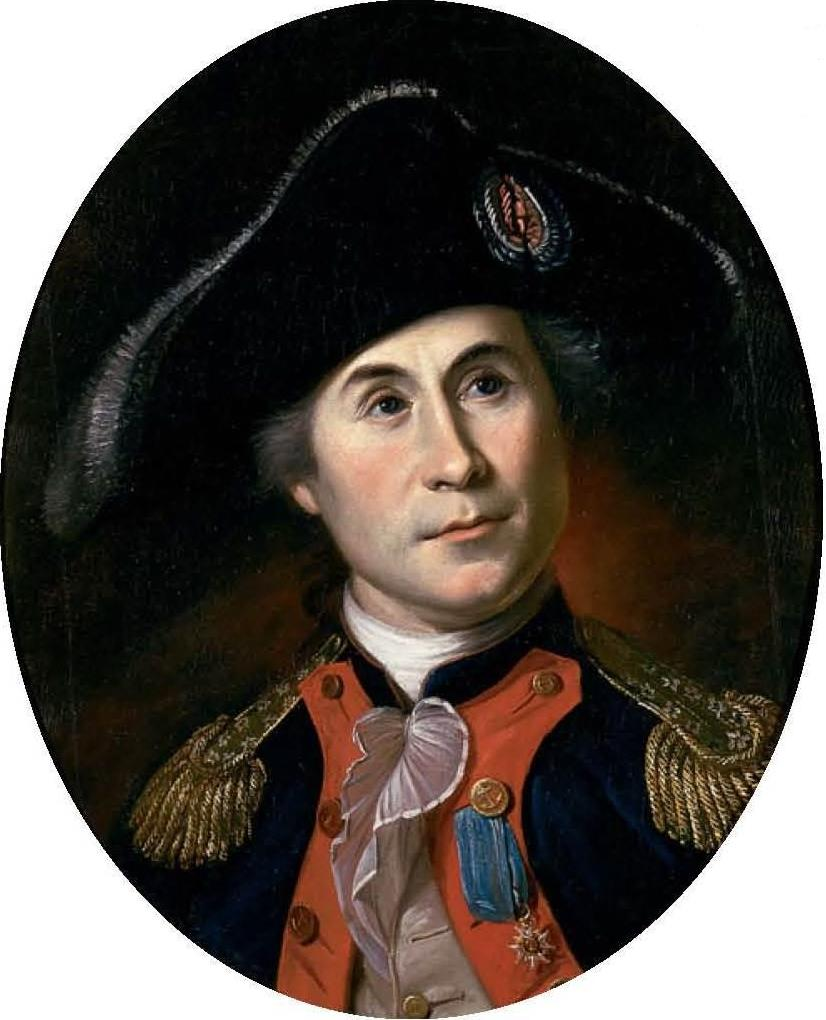
Captain John Paul Jones (um 1781)

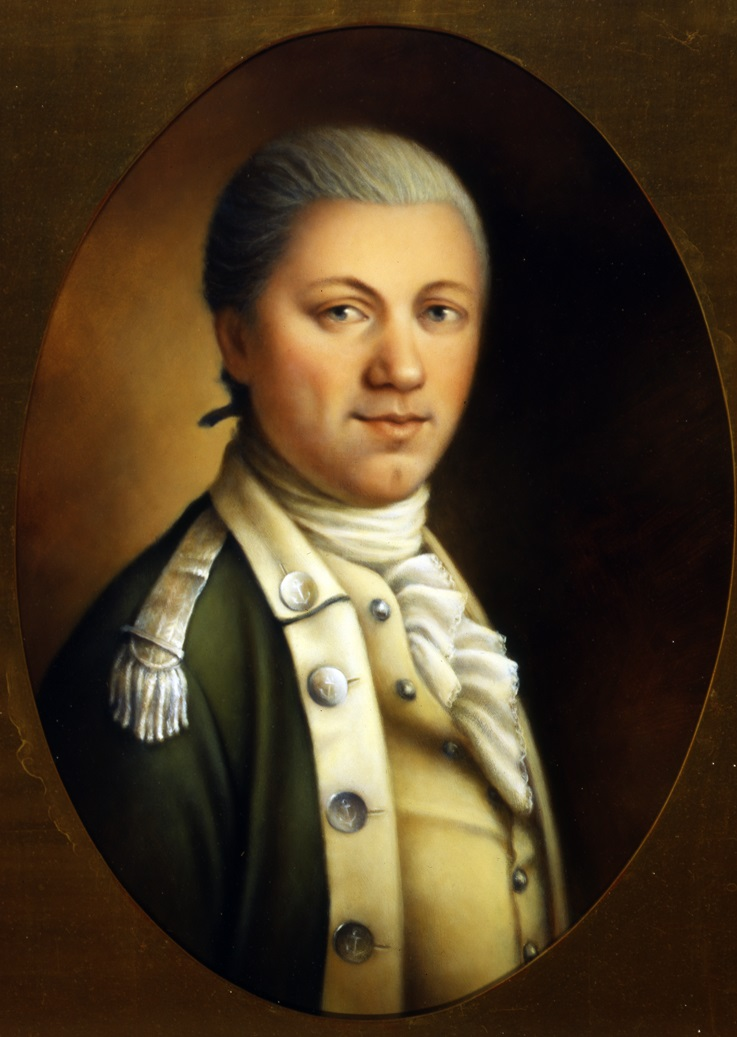
Marine Major Samuel Nicholas

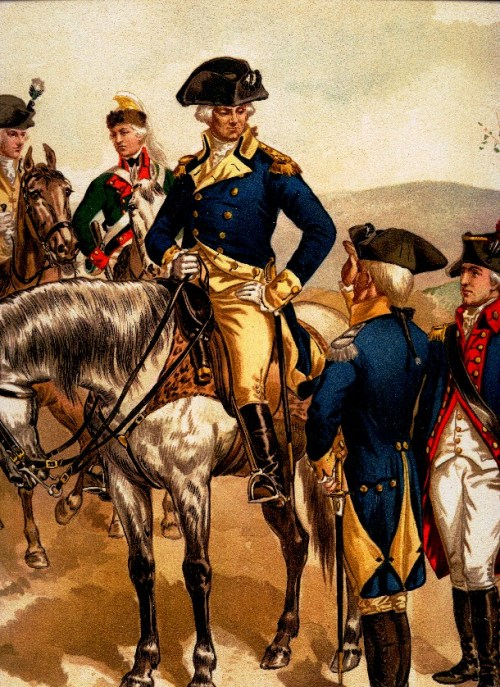
Oberkommandierender, Adjutant und Linien-Offiziere, Adjustierung um 1779

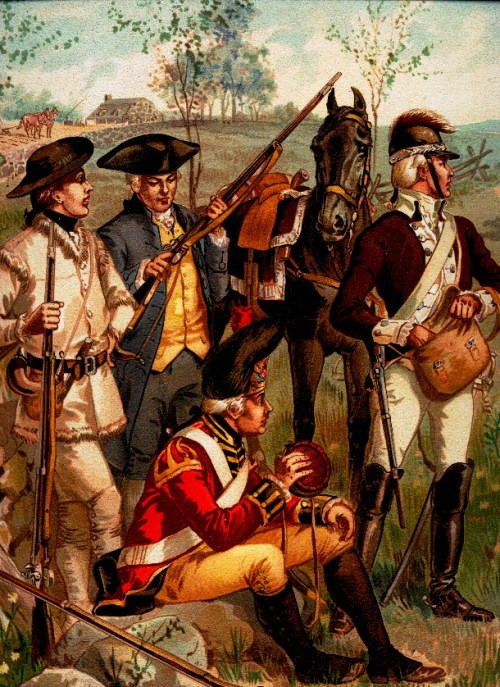
Infanteristen und Reiter diverser Independent Companies, Adjustierung um 1775

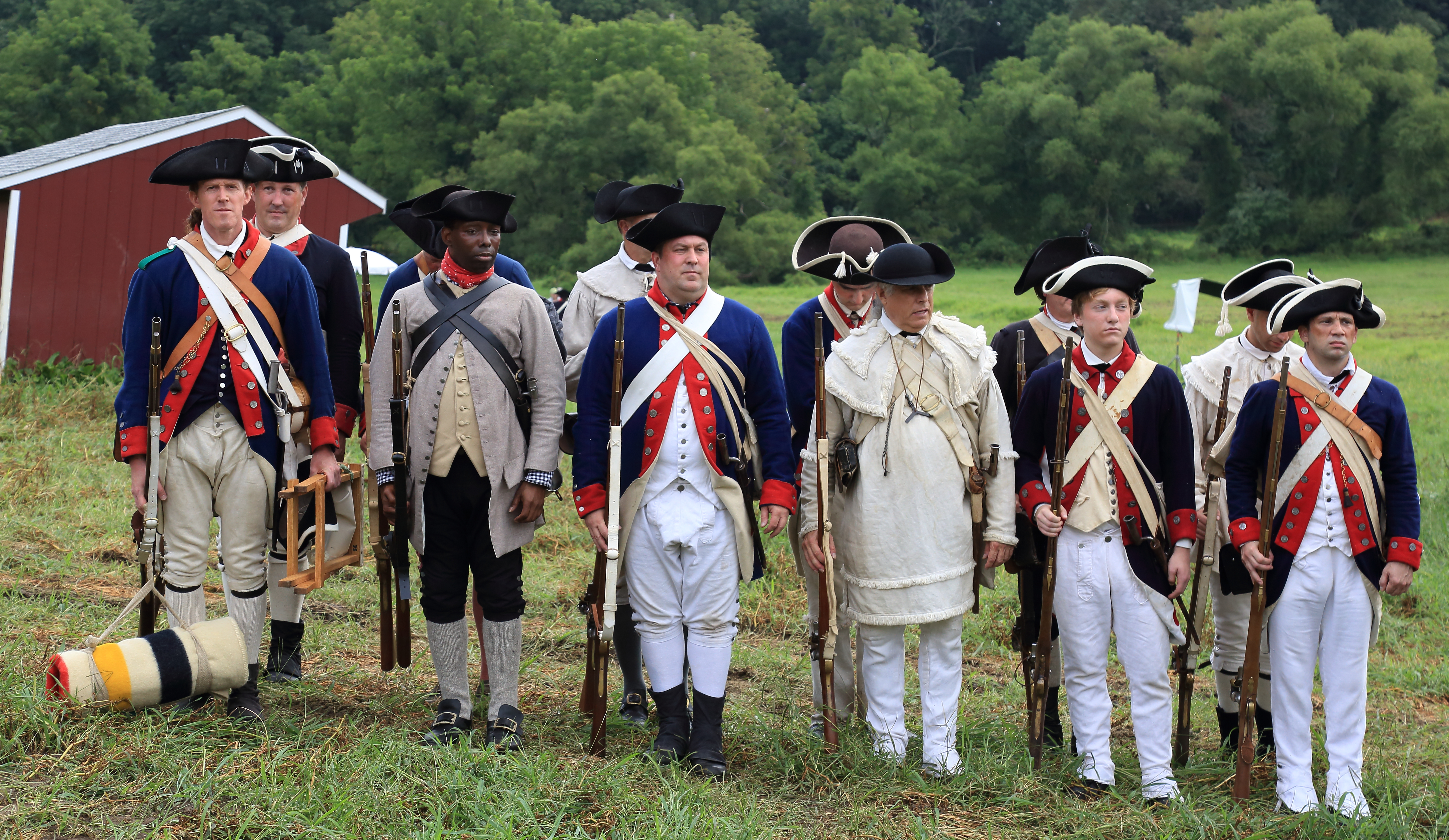
Reenactors in den Uniformen von 1779

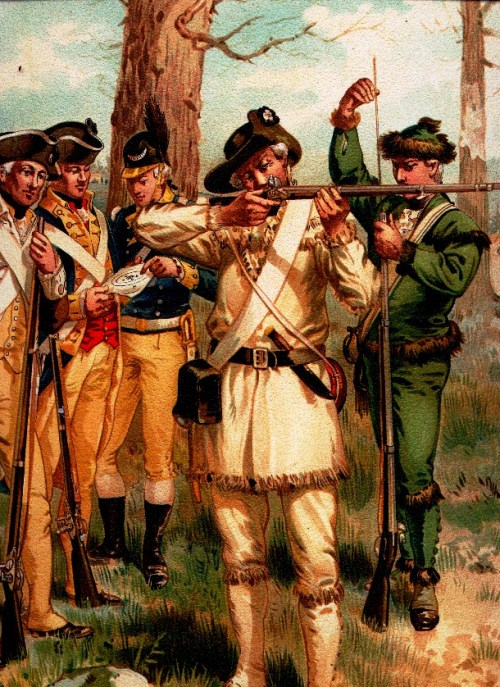
Linieninfanteristen, Milizionär und Ranger, Adjustierung um 1776

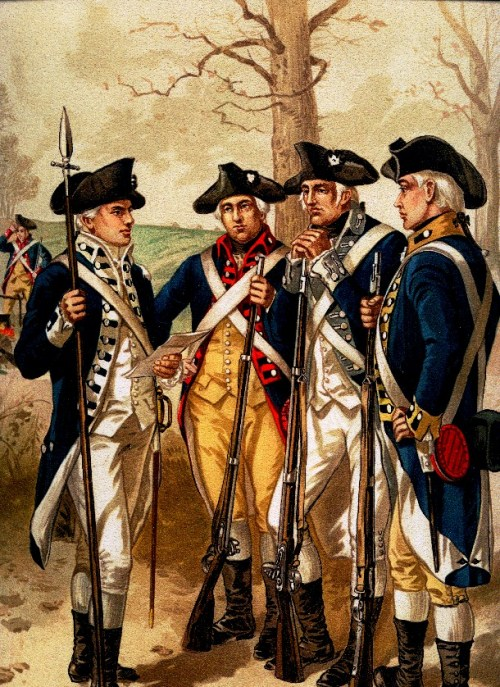
Linieninfanterie, Adjustierung 1779–1783

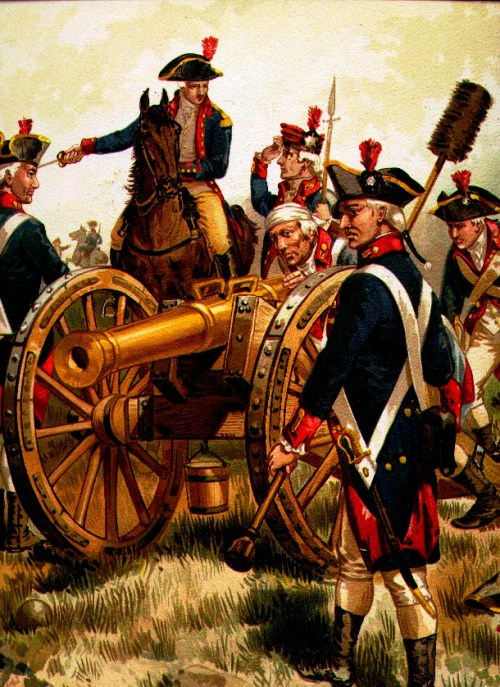
Artilleristen, Adjustierung 1777–1783

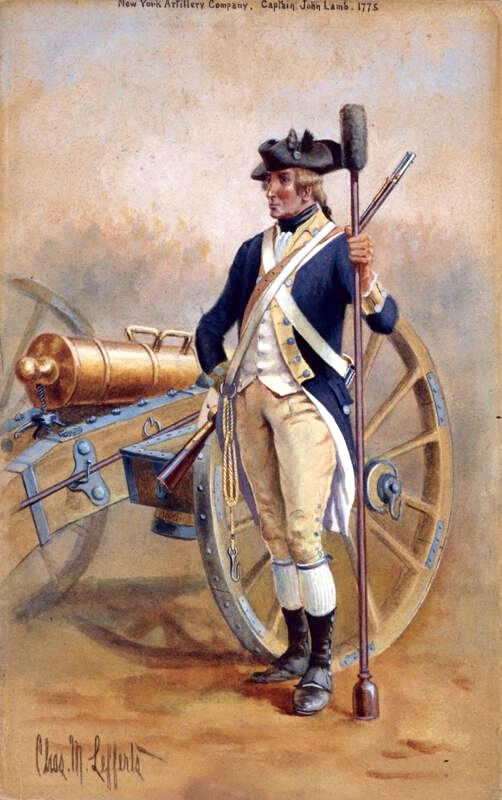
Artillerist der New York Artillery Company (1775)

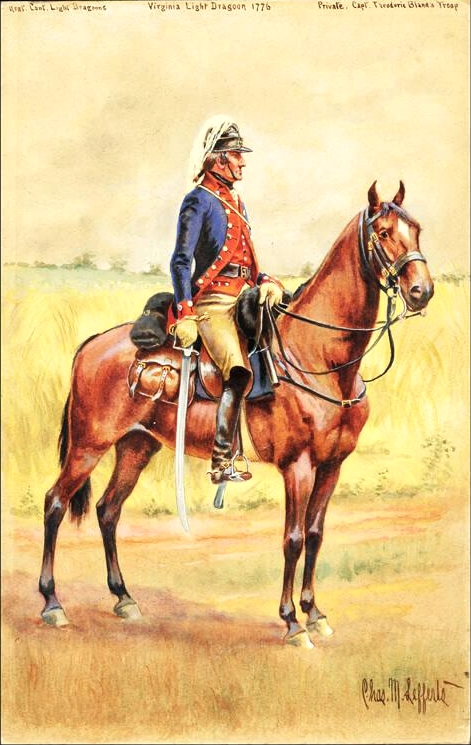
Reiter der Virginia Light Dragoons, später 1st Continental Regiment of Light Dragoons (1776)

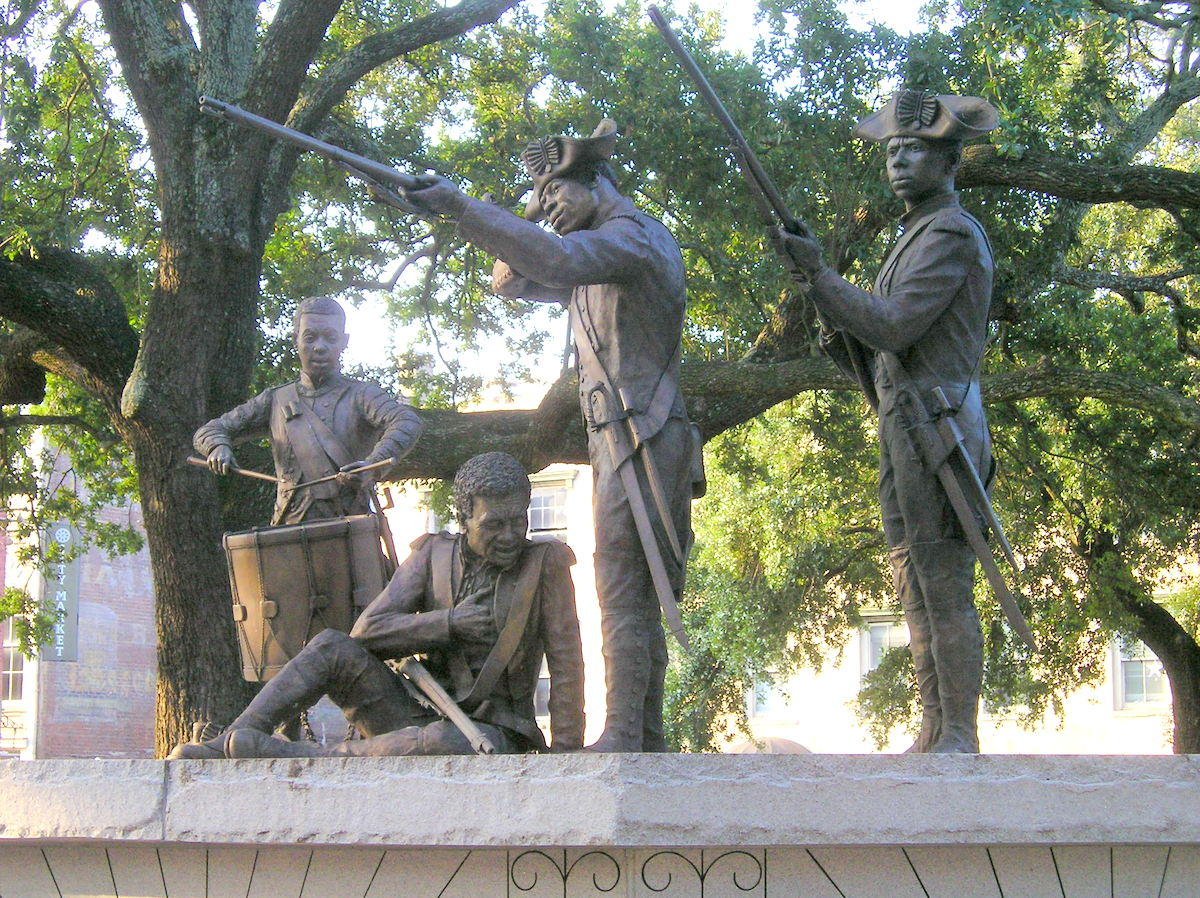
Schwarze Soldaten der Chasseurs Volontaires de Saint Domingue auf dem Haitian Monument in Savannah (Georgia), sie nahmen 1779 an der Belagerung der Stadt durch amerikanische und französische Truppen teil

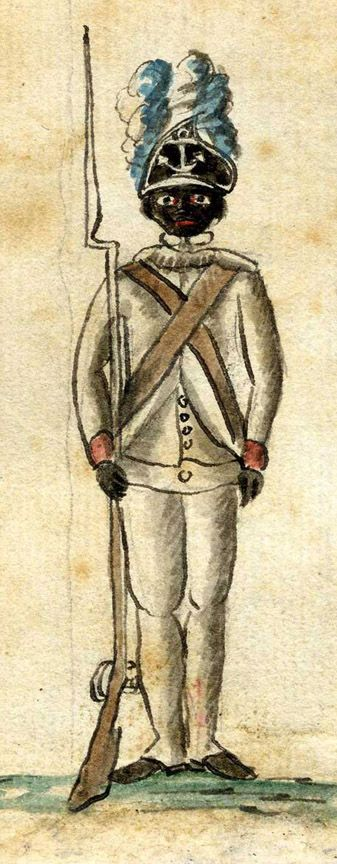
Afro-Amerikanischer Soldat des 1st Rhode Island Regiments (1781)

CN Flagge (1778)

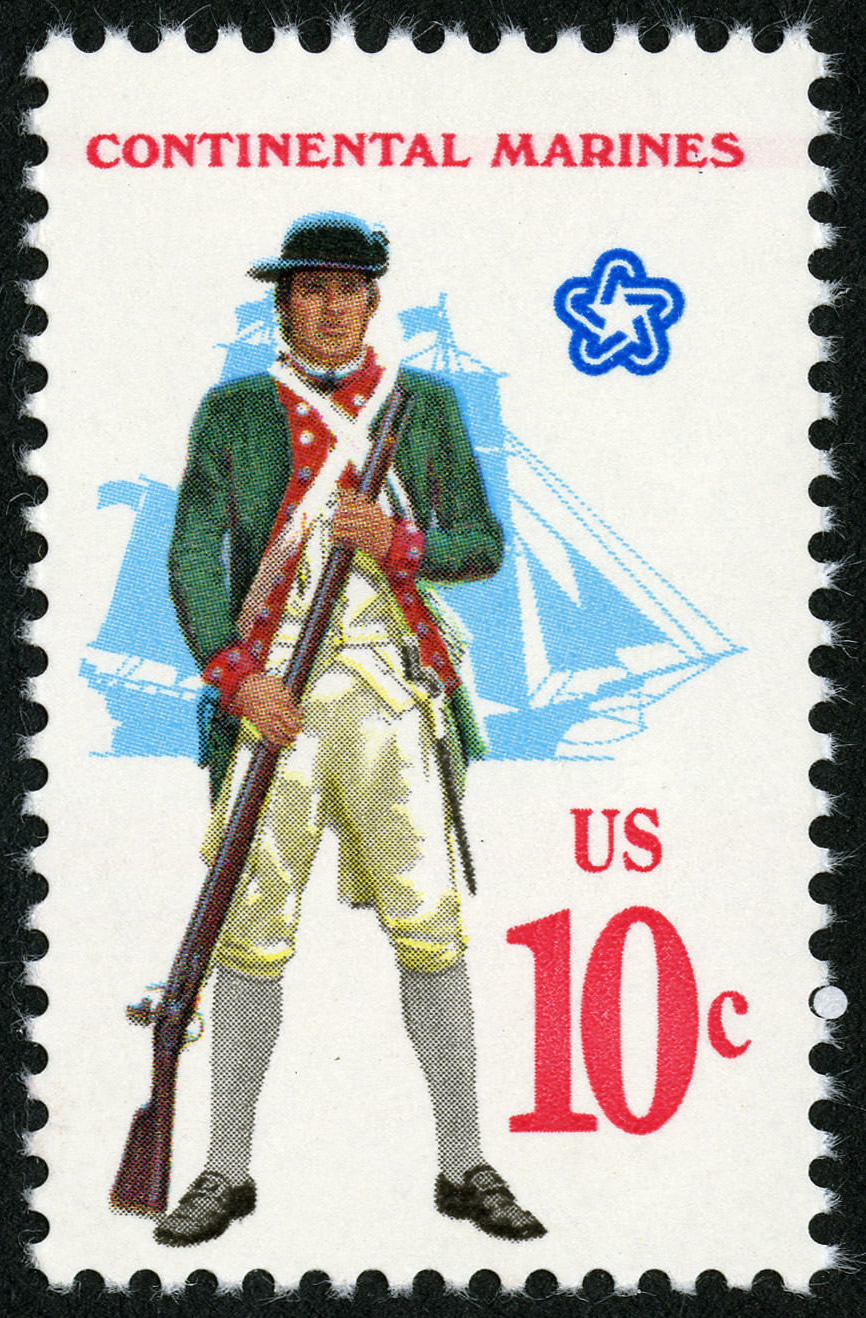
Continental Marine auf einer US-Briefmarke von 1975

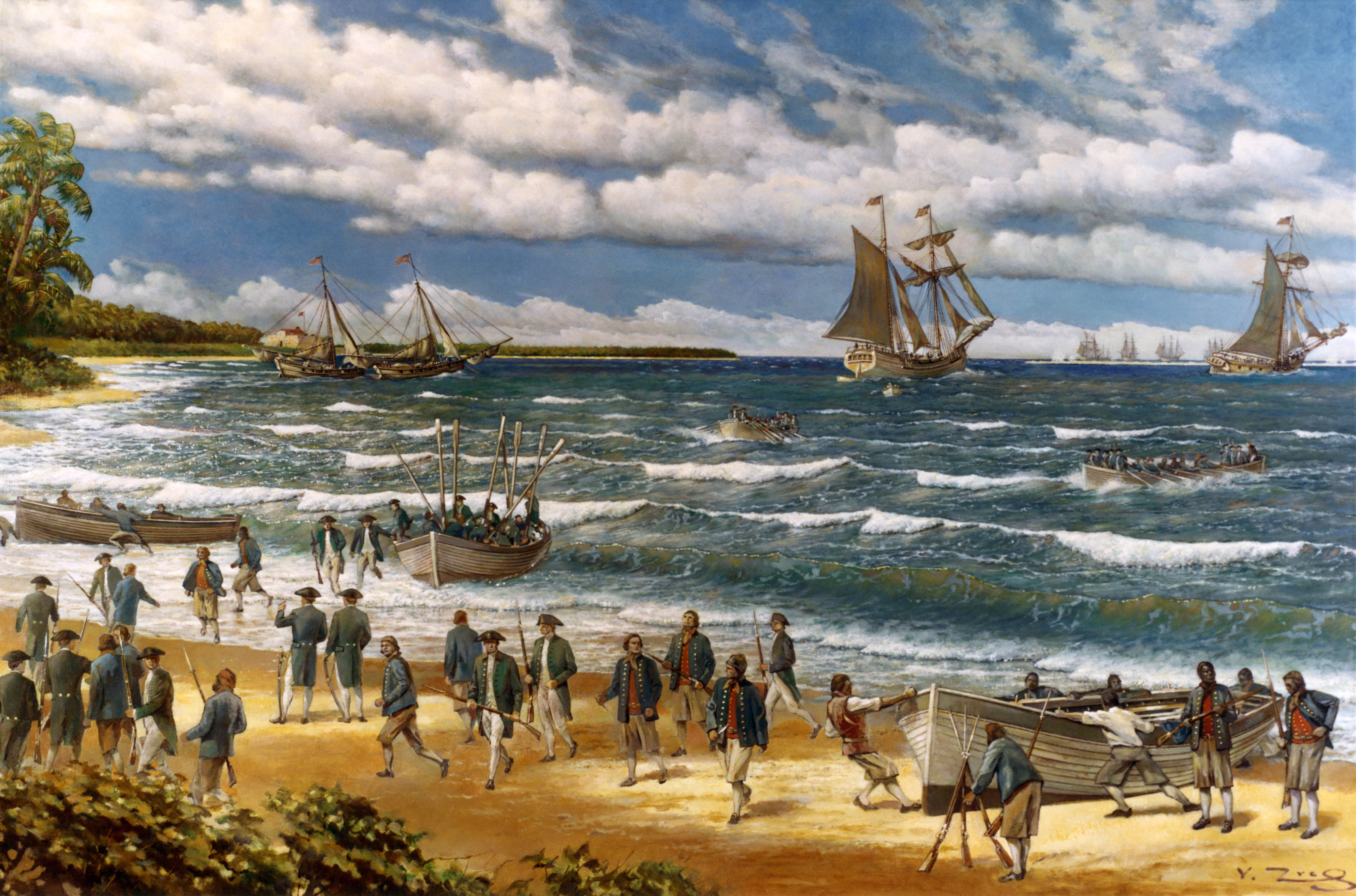
Landung der Continental Marines bei Nassau. Das Gemälde zeigt Matrosen und Marines, die am 3. März 1776 auf der Insel New Providence (Bahamas) an Land gehen. Ihr ursprüngliches Ziel, Fort Montagu, ist im Hintergrund links zu sehen. Nahe der Küste liegen die kleinen Schiffe, die die Landungstruppe in die Nähe des Strandes bringen. Dabei handelt es sich (von links nach rechts) um zwei erbeutete Schaluppen, den Schoner Wasp und die Schaluppe Providence. Die restlichen Schiffe des amerikanischen Geschwaders sind am Horizont zu sehen. Die Operation wurde von Commander Esek Hopkins kommandiert, die Marines von Captain Samuel Nicholas. Der Überfall auf New Providence war die erfolgreichste amerikanische Amphibienoperation des Unabhängigkeitskriegs und bewies die Brauchbarkeit von Marineinfateristen bei Landungsoperationen. (U.S. Naval History and Heritage Command)

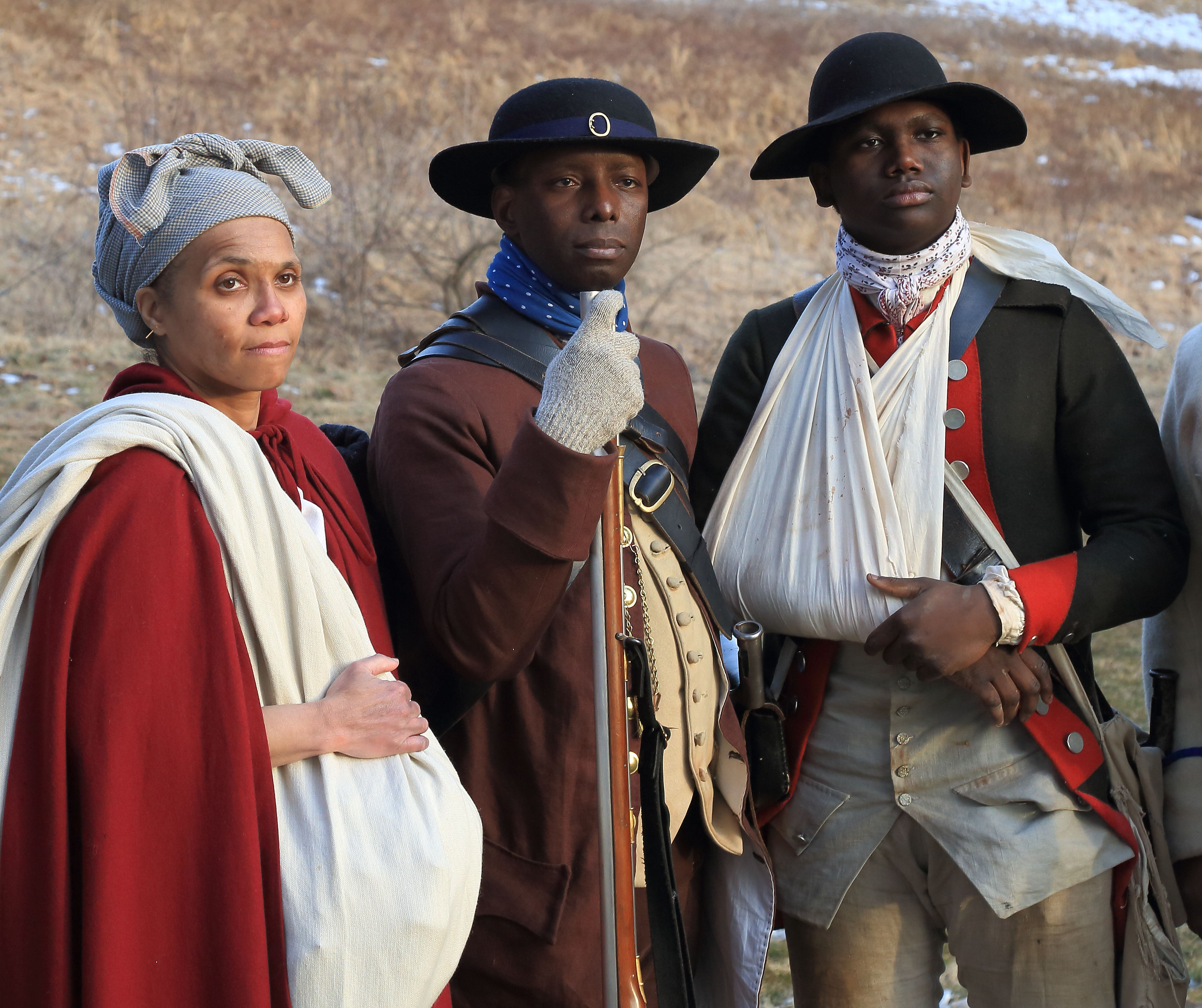
Schwarze Soldaten der CA (Valley Forge National Park Reenactment)

Kontinentalarmee (englisch Continental Army, abgek. CA) war der Sammelbegriff für die unter einem vereinigten Oberkommando operierenden Aufgebote der Dreizehn Kolonien im Amerikanischen Unabhängigkeitskrieg gegen das Königreich Großbritannien.
Die Armee wurde 1775 aufgestellt und stand unter dem Oberbefehl von General George Washington. Die Mannschaft wurde durch lokale Milizen und Freiwilligentruppen ergänzt, die entweder von den Kolonien oder vermögenden Privatpersonen aufgestellt wurden. Die Soldaten waren anfangs kaum ausgebildet, halb verhungert und erbärmlich unausgerüstet. Sie sollte für die bisher unorganisierten Milizen und Freiwilligen auch eine einheitliche Organisations- und Kommandostruktur bieten, obwohl sich die maßgeblichen Generäle oft uneins waren und ihre Autorität gegenseitig untergruben. Bemerkenswerterweise gewann Washingtons Armee nur drei von neun großen Schlachten, die er befehligte, und musste sich oft fluchtartig zurückziehen. Einige ihrer Siege waren eher strategisch als militärisch messbar. Trotz all dieser Probleme führte Washington eine Armee, die sich am Ende als bemerkenswert schlagkräftige Kriegsmaschinerie erweisen sollte. Historiker haben die Wahl und Überwachung seiner Generäle als positiv bewertet, weiters die Aufrechterhaltung der Kampfmoral und dass er damit seine Soldaten unter widrigsten Umständen mehrere Jahre zusammenhalten konnte. Die enge Koordination Washingtons mit Gouverneuren und Milizoffizieren, seine kooperativen Beziehungen zum Kongress und seine Organisation des Nachschubs, Logistik und Ausbildung trugen letztendlich zum Erfolg der CA bei. Sie wurde Ende 1783 nach dem Frieden von Paris aus Kostengründen wieder aufgelöst. Ihr 1. und 2. Regiment bildeten 1792 zunächst die Legion of the United States, aus der schließlich die Regular Army, verteilt auf West Point und einigen Grenzposten, hervorging.

## Einsatz im Unabhängigkeitskrieg
Der American Revolutionary War oder American War of Independence fand in der Zeit von 1775 bis 1783 statt. Er war der Höhepunkt und Abschluss der amerikanischen Sezessionsbewegung und mündete nach der Unabhängigkeitserklärung von 1776 und der Bildung einer Konföderation 1777 in die Gründung der Vereinigten Staaten von Amerika. Die Briten hielten zwar die meisten größeren Städte besetzt, aber ihr Versuch, die große Masse der Continentals zu einer Entscheidungsschlacht auf dem flachen Land zu stellen, glichen einem Wettlauf zwischen Hase und Igel. Zudem wurde die Kriegsführung von London aus koordiniert, wodurch die britischen Befehlshaber gezwungen waren, wochenlang auf die neuen Befehle zu warten, und infolgedessen nicht flexibel genug auf eine geänderte Lage vor Ort reagieren konnten. Der Kontinentalarmee stand ein erfahrenes, gut organisiertes und ausgerüstetes Kontingent der britischen Krone mit Unterstützung deutscher Söldner und amerikanischer Loyalisten gegenüber. Den für die Unabhängigkeit kämpfenden Kräften gelang es, so lange einem vernichtenden Schlag der königlichen Truppen auszuweichen, bis nach und nach die diplomatisch gewonnene Unterstützung anderer Länder griff. Die Position der königlichen Armee verschlechterte sich durch Versorgungsschwierigkeiten und die Zerstreuung der Truppen in der Region zunehmend, sodass schließlich die Weiterführung des Krieges für Großbritannien aussichtslos wurde.

### 1775
Am 9. Juni 1775 war – nach Auffassung der Delegierten des Kontinentalkongresses – die politische Einheit der Kolonien weitgehend hergestellt (die „zwölf Vereinigten Kolonien“), obwohl eine von ihnen, Georgia, noch gar nicht im Kongress vertreten war. Um den Bund zu stärken, übernahmen sie nun auf Veranlassung von John Adams den Oberbefehl über die in Cambridge stehenden Milizionäre. Am 14. Juni 1775 beschloss der Zweite Kontinentalkongress die Aufstellung einer Armee zur „gemeinsamen Verteidigung“ der Kolonien. Am 15. Juni beriet der Zweite Kontinentalkongress über die Wahl eines Oberkommandierenden für die neue „Kontinentalarmee“. Auf Vorschlag der Abgeordneten aus Neuengland nominierte Thomas Johnson einen ehemaligen Offizier der britischen Armee und angesehenen Mitglied der Pflanzeraristokratie Virginias, George Washington, für dieses Amt. Da die Neuengland-Staaten bisher die Hauptlast des Krieges getragen hatten, versuchte man mit dieser Entscheidung auch die wesentlich wohlhabenderen Kolonien im Süden noch mehr für die Unabhängigkeit von Großbritannien zu begeistern. Als am darauffolgenden Morgen der Präsident des Kontinentalkongresses John Hancock Washington, offiziell den Oberbefehl über die Streitkräfte anbot, nahm er das Amt an. Unverzüglich danach brach Washington nach Boston auf, wo er am 3. Juli 1775 das Kommando über sämtliche Kolonialmilizen übernahm, die die in der Stadt befindliche britische Armee seit den Gefechten von Lexington und Concord, den ersten Kämpfen des Unabhängigkeitskrieges, belagerten. In einem Brief teilte er seiner Frau Martha seine Bedenken mit:

„Du darfst mir glauben, meine liebe Patsy, […] dass ich diesen Auftrag nicht gesucht, sondern alles in meiner Macht stehende getan habe, um ihm zu entgehen; nicht nur aus mangelnder Bereitschaft, Dich und die Familie zu verlassen, sondern auch aus dem Bewusstsein heraus, dass dies die Aufgabe ist, die meine Fähigkeiten übersteigt, und weil ich wusste, dass ich in einem Monat mit Dir daheim mehr wahres Glück finde, als ich draußen in der Welt auch nur im Entferntesten hoffen kann, und wenn ich siebenmal sieben Jahre bliebe. Da es aber eine Art Schicksal ist, das mir diesen Dienst in den Weg gelegt hat, hoffe ich, dass seine Erfüllung durch mich zu einem guten Zweck gereichen wird. […] Es war ganz unmöglich, die Aufgabe abzulehnen, ohne mich Vorwürfen auszusetzen, die mir zur Unehre gereicht und meine Freunde verletzt hätten.“

Die ursprüngliche Armee bestand aus den 22.000 Mann der Bostoner Milizen und Minutemen, den 5.000 Milizen um New York und den zusätzlichen Kompanien die von weiteren Freiwilligen aus Neuengland gebildet wurden. Die britische Garnison in Boston wurde durch frisch eingetroffene Truppen erheblich verstärkt und zählte nun über 10.000 Mann. Ihre Generale William Howe, Henry Clinton und John Burgoyne trafen Ende Mai ein und begannen zusammen mit General Thomas Gage sofort Pläne zur Vertreibung der Rebellen aufzustellen und durchzuführen. Zugute kam ihnen auch, dass sich die indigenen Stämme im Grenzgebiet – so sie überhaupt in die Kämpfe eingriffen – an der Seite der Briten am Krieg beteiligten. Im Gefühl der absoluten Sicherheit durch die Anwesenheit erfahrener Offiziere und Mannschaften und mehrerer Kriegsschiffe unter dem Kommando von Admiral Thomas Graves veröffentlichte der britische Gouverneur eine provokant abgefasste Proklamation, rief das Kriegsrecht aus, prangerte die bewaffneten Bürger und ihre Helfershelfer als „Rebellen“ und „Meuchelmörder der Verfassung“ an und bot allen jenen die Begnadigung an, die erneut ihre Loyalität zur britischen Krone bekunden würden, davon ausgenommen waren Samuel Adams und John Hancock, die ihrer angemessenen Strafe als Verräter zugeführt werden sollten. Diese Proklamation rief unter den Kolonisten große Empörung hervor. Abigail Adams schrieb daraufhin ihrem Gatten John:
„Alle geschichtlichen Aufzeichnungen können keine schwärzere Seite haben. Satan zeigte bei seiner Vertreibung aus den Regionen der Glückseligkeit weniger Bosheit. Der Vater der Lügen ist offensichtlich übertrumpft worden. Noch glauben wir, dass das die beste Proklamation ist, die du in Umlauf bringen konntest.“

### 1776
Washington begann in diesem Jahr mit der Reorganisation der Armee und änderte die Kommando- und Einheitsstruktur, sowie die Anzahl der Soldaten pro Einheit, um die ursprünglichen Milizen und Freiwilligenkräfte in eine schlagkräftigere Organisation umzuwandeln. Die viel zu kurz angesetzte Dienstzeit machte ebenfalls Änderungen erforderlich, da sich die Soldaten vorher nur für ein Jahr verpflichteten und man erkannte, dass ein schnelles Ende des Krieges nicht zu erwarten war. Nachdem Washington, der im Longfellow House in Cambridge residierte, die Briten nach neunmonatiger Belagerung am 17. März 1776 erfolgreich aus Boston vertreiben konnte, zog er mit dem Großteil der Kontinentalarmee nach New York, befestigte die Stadt und bezog in der Morris-Jumel Mansion im heutigen Washington Heights sein neues Hauptquartier. Am 27. August 1776 verlor er die Schlacht von Long Island auf dem Areal des heutigen Prospect Park. Nach der Landung britisch-hessischer Truppen bei Kips Bay kam es am 16. September 1776 zur Schlacht von Harlem Heights, die den ersten größeren Sieg der Amerikaner in diesem Krieg brachte. Nach ihrem Erfolg in der Schlacht von White Plains und der Schlacht von Fort Washington erlangten die britischen Truppen im Oktober 1776 jedoch die Kontrolle über die Halbinsel Manhattan in der New York Bay. In der Nacht des 26. Dezember 1776 ließ Washington die Truppen den Delaware River nach New Jersey überqueren, um in Trenton verschanzte hessische Söldner zu überrumpeln. Dieser erfolgreiche Angriff stärkte erheblich die angeschlagene Moral der Kolonialisten. Bevor sie sich wieder in ihr Winterlager zurückbegaben, ließ Washington in Erwartung eines britischen Gegenangriffs noch eine Verteidigungslinie bei Trenton errichten. Kämpfe fanden auch weit ab vom nordamerikanischen Kriegsschauplatz statt. Am 3. März 1776 besetzte die Continental Navy die Insel New Providence auf den Bahamas. Amerikanische Schiffe kaperten britische Handels- und Kriegsschiffe im Atlantik und trugen nahe der Britischen Inseln einige Gefechte mit der Royal Navy aus.

### 1777
Am 2. Januar 1777 kam es zur Zweiten Schlacht von Trenton, aus der sich Washingtons Armee bei Einbruch der Nacht wieder absetzen konnte und nach einem für sie überraschenden Manöver am darauffolgenden Tag die britischen Truppen bei Princeton schlagen konnte. Diese zogen sich nach drei verlorenen Gefechten nach New York zurück. Nach der Eskalation des Krieges infolge der amerikanischen Erfolge schickten die Briten weitere Verstärkungen nach Amerika. Dies veranlasste den amerikanischen Kongress, noch mehr Freiwillige anzuwerben. Der Kongress beschloss ein Bataillon Soldaten aus jeder Kolonie aufzustellen, um die bestehenden Truppen zu unterstützen. Washington nutzte im Verlauf der Revolution seine Armee, um hauptsächlich britische Kräfte im Zentrum der Kolonien zu binden. General Horatio Gates und der Milizenführer Benedict Arnold konnten dadurch die Schlacht von Saratoga 1777 für sich entscheiden, was indirekt zur französischen Anerkennung der späteren Vereinigten Staaten beitrug. Im September 1777 konnte Washington nach der Schlacht von Brandywine nicht verhindern, dass die Briten Philadelphia, die provisorische Hauptstadt der Dreizehn Kolonien, besetzten. Die Delegierten des Kontinentalkongresses mussten sich daraufhin nach York absetzen. Washington scheiterte am 4. Oktober 1777 mit dem Versuch, die Besatzer wieder aus Philadelphia zu vertreiben (Schlacht von Germantown). Um nicht auch noch überrannt zu werden, zog er sich im Dezember 1777 in sein Winterlager bei Valley Forge (Pennsylvania) zurück, wo sich seine Männer von den zurückliegenden Kämpfen erholen sollten. Die Armee befand sich zu diesem Zeitpunkt in einem sehr schlechten Zustand. In diesem Kriegsjahr offenbarten sich zudem ihre Schwächen. Nicht nur der Mangel an Waffen und moderner Ausrüstung brachte sie mehr und mehr ins Hintertreffen. Viele ihrer Soldaten hatten nie zuvor jahrelang im Feld gestanden, die meisten von ihnen waren kleine Farmer, die dringend wieder zurück auf ihre Höfe mussten, um sie nach ihrer langen Abwesenheit wieder in Ordnung zu bringen. Ließ man sie ziehen, war es mehr als fraglich, ob sie sich dann im nächsten Jahr wieder zum Dienst meldeten. Abgesehen davon konnten die Kolonisten nur ihre guten Ortskenntnisse und Erfahrungen als Waldläufer zu ihrem Vorteil nutzen.

### 1778
Im Frühjahr 1778 zählte Washingtons Armee auf dem Papier 17.000 Mann, tatsächlich diensttauglich waren aber nur rund 5.000 Mann. Hunger und Krankheiten forderten regelmäßig ihre Opfer und trieben zahlreiche Kämpfer zur Desertion. Regimenter bestanden manchmal nur noch aus dreißig Mann, Kompanien aus einem Corporal. Die Soldaten litten in ihrem neuen Winterquartier vor allem unter den feuchtkalten Witterungsbedingungen, unzureichender Winterkleidung und einer schlechten Versorgungslage. Mehrere tausend starben an Krankheiten wie Typhus, Dysenterie und Lungenentzündung oder sie erfroren einfach in ihren Zelten. Washington bemerkte hierzu folgendes:

„Den Kampf für die Freiheit haben wir mit jenen Mitteln schlecht vorbereitet begonnen, die zum Kriegführen notwendig sind, und wir vertrauten darauf, dass unser Patriotismus die Schwächen ausgleichen werden.“

Das änderte sich, als im Februar 1778 der tatkräftige und fähige Baron von Steuben Washington seine Dienste anbot. Er begann sogleich mit dem umfassenden Neuaufbau der Kontinentalarmee. Seine bald gut gedrillten und besser disziplinierten Soldaten konnten sich erstmals in der Schlacht von Monmouth beweisen, als sie die Nachhut der aus Philadelphia zurück nach New York beorderten britischen Armee angriffen. Das Gefecht endete jedoch vorzeitig, auch wegen des eigenmächtigen Rückzugbefehls von General Charles Lee, mit einem taktischen Sieg der Briten, denen so der geordnete Rückzug aus Pennsylvania gelang. Strategisch hatte die Schlacht jedoch einen ausgeglichenen Ausgang, da die Kontinentalarmee im Besitz der Staaten südlich New Yorks verblieb. Dank des Bündnisses, das 1778 mit Frankreich geschlossen wurde und dem sich später sowohl Spanien als auch die Vereinigten Niederlande anschlossen, griff die Continental Navy auch in der Karibik, an Europas Küsten und sogar vor Indien britische Schiffe und Häfen an. Diese Ausweitung des Konflikts war für die Kolonisten in Nordamerika von entscheidender Bedeutung, da die Briten deshalb gezwungen waren, bedeutende Ressourcen und Streitkräfte – anstatt in den amerikanischen Kolonien – woanders einzusetzen, was es wiederum der Kontinentalarmee ermöglichte, im Unabhängigkeitskrieg gegen das übermächtige Empire zu bestehen.

### 1779
Im Sommer 1779 ordnete Washington die Sullivan-Expedition zur Bekämpfung von Loyalisten und einigen Stämmen der Irokesen an und wies seine Soldaten dabei ausdrücklich an, hierfür auch die Taktik der verbrannten Erde anzuwenden.

### 1780
1780 entsandte Frankreich, das im Februar 1778 die Unabhängigkeit der Dreizehn Kolonien anerkannt hatte und sich seitdem im Kriegszustand mit dem britischen Königreich befand, 6.000 Soldaten unter dem Kommando von General Jean-Baptiste-Donatien de Vimeur, comte de Rochambeau, an die Ostküste Nordamerikas, die in Rhode Island an Land gingen.

### 1781
1781 war der Kontinentalkongress bankrott und musste die Finanzierung drastisch kürzen. Außerdem sank die Unterstützung der Bevölkerung für den Krieg auf einem Tiefpunkt. Die Desertionen gingen in hohem Tempo weiter und es kam vereinzelt zu Meutereien. Da der Kongress keine Steuern erheben, aber dafür Papiergeld drucken konnte, sank der Wert des neuen Kontinentaldollars bald ins Bodenlose, da ihn die Kolonien mit ihrem viel zu geringen Goldreserven nicht decken konnten. Gleichzeitig liefen viele dreijährige Dienstzeiten aus und die Soldaten drohten zu meutern, wenn sie nicht endlich angemessen bezahlt wurden. Washington konnte die meisten Revolten zwar wieder beruhigen, aber der Kongress beschloss dennoch, die Finanzierung der Armee einzustellen und legte die finanzielle Hauptlast auf die Mitgliedsstaaten, die nun für den Sold ihrer Soldaten selbst aufkommen mussten. Im August 1781 vereinigte sich die französische Expeditionsstreitmacht mit Washingtons Kontinentalarmee. Die Späher von General La Fayette erkannten, dass die britischen Truppen sich aus Yorktown absetzen wollten, daraufhin schlossen Amerikaner und Franzosen die Stadt ein. Da ein Flottenverband unter Admiral François Joseph Paul de Grasse auch die Küste blockierte, gelang es, die Briten unter General Charles Cornwallis festzusetzen (Schlacht von Yorktown) und bald danach zur Kapitulation zu zwingen. Das bedeutete das Ende der britischen Versuche, die Revolutionäre militärisch zu besiegen. Da zu diesem Zeitpunkt noch starke britische Besatzungen in New York City, Savannah und Charleston lagen, musste Washington aber weiterhin auf der Hut sein.

### 1783
Das Ausbleiben einer entscheidenden Schlacht, der Abzug der französischen Truppen und der lange nicht ausbezahlte Sold verschlechterten jedoch die Stimmung unter den Soldaten bis hin zur Gefahr des Ausbruchs einer Meuterei, in der auch ein höherer Offizier, Major John Armstrong junior, verwickelt gewesen sein soll. Durch eine am 15. März 1783 gehaltene, flammende Rede an seine Offiziere, in der er ihre uneingeschränkte Loyalität zum Kongress der seit 1781 bestehenden amerikanischen Konföderation einforderte, konnte Washington die Newburgh-Krise wieder entschärfen.
Im Vertrag von Paris im September 1783 erkannte London die volle Unabhängigkeit der neu gegründeten Vereinigten Staaten an. Washington entließ daraufhin die Soldaten der Kontinentalarmee und verabschiedete sich von seinen Offizieren am 4. Dezember 1783 in Fraunces Tavern. Am 23. Dezember trat er vor dem Kontinentalkongress auch als Oberkommandierender der Kontinentalarmee zurück. Kurz vor seinem Abschied rief Washington die Bundesstaaten auf, gemeinsam eine starke Zentralregierung zu bilden. Nach dem Ende des Krieges wurde die Armee, mit Beschluss des Kongresses, aufgelöst, man konnte jedoch die Veteranen nicht auszahlen, denn der neue Staatenbund hatte im Laufe des Krieges rund 42 Millionen Dollar an Schulden angehäuft, der Kongress war aber noch immer nicht dazu ermächtigt, eigene Steuern zu erheben. Seine Zahlungsaufforderungen an die Einzelstaaten wurden von diesen geflissentlich ignoriert. Die ehemaligen Offiziere der Kontinentalarmee bildeten im Mai 1783 die Gesellschaft von Cincinnati und wählten George Washington zu ihrem Präsidenten. Dieses Amt hatte er bis zu seinem Tode 1799 inne. Sie ist immer noch aktiv und wird durch die Nachkommen der Offiziere der damaligen Einheiten sowie durch Frankreich vertreten.

### 1784
Der Krieg endete am 14. Januar 1784, als der Kongress den in Paris unterzeichneten Friedensvertrag ratifizierte. Washington plädierte für die Beibehaltung einer stehenden Armee, der Staatsmilizen, der Arsenale und die Gründung einer Militärakademie, was jedoch vom Kongress zunächst noch abgelehnt wurde. Die Kontinentalarmee wurde jedoch nur zum Teil abgerüstet. Am 3. Juni 1784 beschloss der Kongress die Aufstellung des ersten Regiments der Regular Army, aus der wenig später die United States Army hervorging.

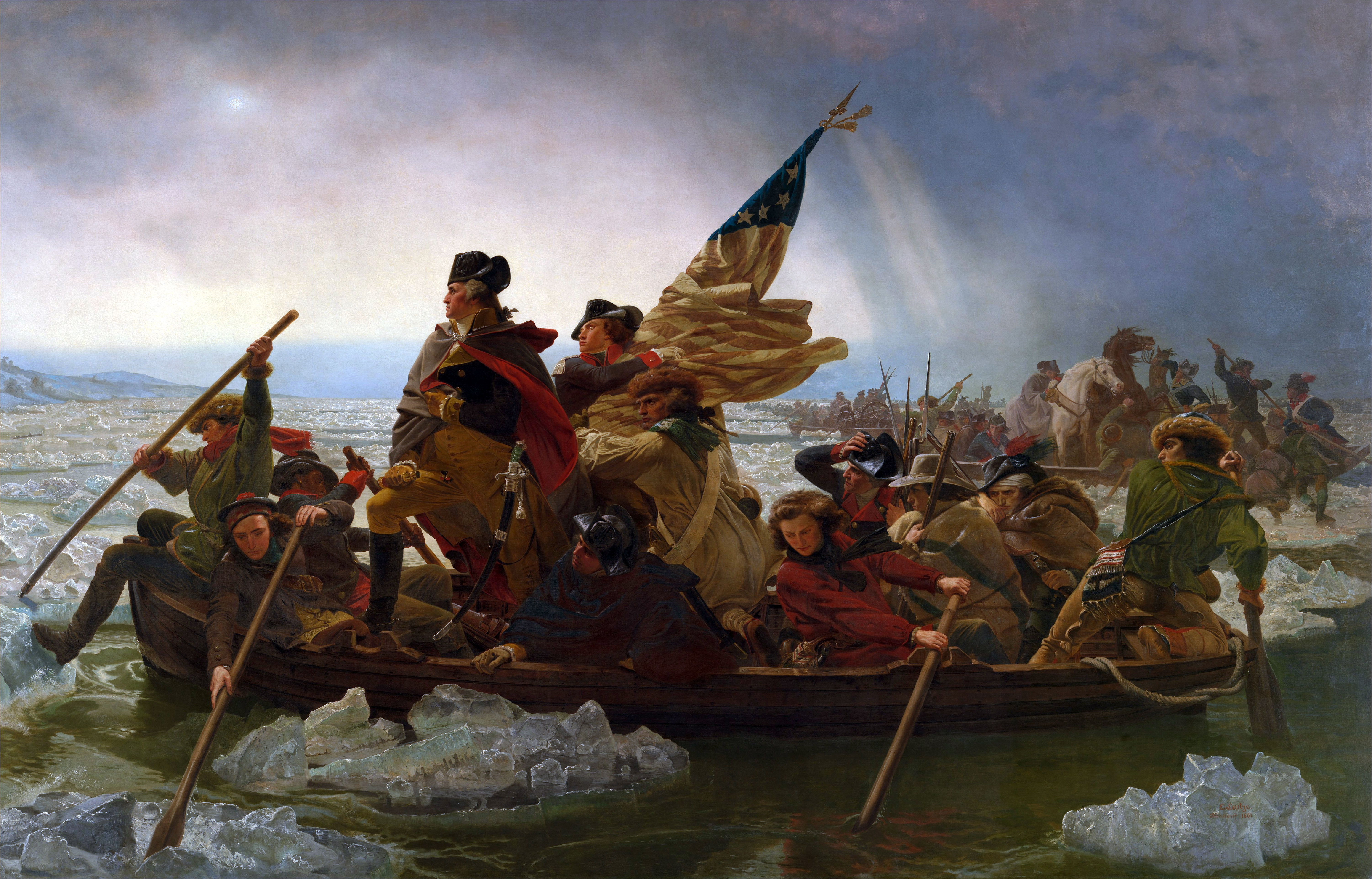
George Washington überquert bei Trenton den Delaware Emanuel Leutze (1851)
Die Kapitulation von Lord Cornwallis bei Yorktown

## Die Armee
Der Kontinentalkongress erkannte – trotz aller Vorbehalte der Abgeordneten gegen ein stehendes Heer – die absolute Notwendigkeit einer gut organisierten und ausgerüsteten Streitmacht. Die neue Armee sollte dazu dienen, die oft eigenständig operierenden bewaffneten Kräfte der Kolonisten besser zu koordinieren und damit noch schlagkräftiger zu machen. Am 14. Juni 1775 beschloss der Zweite Kontinentalkongress in Philadelphia, eine gemeinsame Armee aufzustellen. Dazu gehörte auch die Eingliederung der New York Milicia, die zu diesem Zeitpunkt Boston belagerten. Der Kontinentalkongress genehmigte die Aushebung von Truppen in allen Kolonien, um die Truppen aus Neuengland zu ergänzen, die zu dieser Zeit den Großteil der Streitkräfte ausmachten. Jede von ihnen wurde eine bestimmte Quote an Regimentern zugewiesen, um so die Lasten gerechter zu verteilen.

### Aufstellung
Die Ausgangslage für einen Krieg gegen das British Empire war für die rund 2,5 Millionen Siedler denkbar schlecht: Weder kampferfahrene Männer noch finanzielle Mittel und Kriegsmaterial waren in ausreichender Menge vorhanden. Die demokratische Theorie konterkarierte zudem oft die militärische Praxis in den amerikanischen Kolonien. Die Vorbehalte gegen reguläres Militär waren bei den republikanischen Politikern groß. Man benötigte eine stehende Armee einerseits zur Erstreitung der Unabhängigkeit, andererseits aber befürchtete man, dass sie danach zu einer ernsten Gefahr für die neu gewonnene Freiheit werden könnte. Viele setzten zudem die eigenen Soldaten mit den britischen Rotröcken gleich. Diese Ängste flossen u. a. auch in die Virginia Bill of Rights (Artikel 13) ein:

„Eine wohlgeordnete Miliz, aus der Masse des Volkes gebildet und im Waffendienst geübt, ist der geeignete, natürliche und sichere Schutz eines freien Staates; stehende Heere sollen in Friedenszeiten als der Freiheit gefährlich vermieden werden; auf alle Fälle soll das Militär der Zivilgewalt streng untergeordnet und von dieser beherrscht werden.“

Man war daher stets bemüht, den führenden Militärs die Suprematie des Kongresses und der Zivilregierungen spüren zu lassen, um sie so gegeneinander ausspielen zu können. Dies sollte verhindern, dass einer von ihnen in Versuchung kam, die gesamte Macht an sich zu reißen. Als klar wurde, dass London die Unabhängigkeitsbestrebungen nicht akzeptieren würde, verlängerte der Kongress die Einberufungsfristen und befahl den Mitgliedsstaaten, Regimenter im Verhältnis zu ihrer Bevölkerungsanzahl bereitzustellen. Auch das rigide Autonomieverständnis der Einzelstaaten behinderte Aufstellung und Unterhalt der Armee erheblich. Ob sie die vom Kongress angeforderten Truppenkontingente stellten, blieb ihnen überlassen. Die Abgeordneten hatten keine rechtliche Handhabe, sie dazu zu zwingen, und der Kongress selbst durfte keine Truppen ausheben. Da die Kolonien auch ihren Zahlungsverpflichtungen nur widerwillig oder gar nicht nachkamen, musste man zum Ausgleich Papiergeld (Kontinental-Dollar) drucken, was aber im großen Stil gefälscht wurde und so die Inflation immer mehr anheizte. Die Versorgung der Soldaten mit ausreichend Nachschub wurde dadurch erheblich erschwert, da man die benötigten Güter nicht einfach von der Bevölkerung requirieren konnte. Es fehlte somit stets an genügend Proviant, Medikamenten, Kleidung und vor allem Munition. Die einheimische Waffenproduktion konnte den Bedarf nicht einmal annähernd decken und die Hilfslieferungen aus dem verbündeten Frankreich wurden nicht selten von der britischen Blockadeflotte abgefangen. Zudem waren Betrügereien, Korruption und Misswirtschaft in der Armee weit verbreitet. Einfache Soldaten ließen sich in die Truppenlisten eintragen, kassierten dafür das Handgeld, desertierten anschließend über die Grenze und ließen sich in einem anderen Staat erneut anwerben.
Am 14. Juni 1775 hob man zunächst zehn Kompanien für Landoperationen aus. General Washingtons Streitmacht bestand nun aus etwa 15.000 Mann zusammengewürfelter und disziplinloser Milizionäre sowie Angehörigen von Bürgerwehren, die größtenteils aus Neuengland, Pennsylvania, Maryland und Virginia stammten und in drei Divisionen, sechs Brigaden und achtunddreißig Regimenter zusammengefasst wurden. Eine einheitliche Bewaffnung existierte nicht. Was unmittelbar zur Verfügung stand, war zum großen Teil schon veraltet, auch Kanonen waren Mangelware. Die wichtigste Aufgabenstellung war es nun, daraus eine brauchbare Armee zu formen und mit ihr so lange die Briten hinzuhalten, bis sie erschöpft oder entnervt aufgaben. Es existierten jedoch noch keine festgelegten Regeln für eine zentrale Befehlsstruktur, für den Nachschub der Truppen, für den Transport oder für andere der unzähligen Aufgaben, die für das Funktionieren einer Armee erforderlich sind. Da die Nachrichtenübermittlung am Ende des 18. Jahrhunderts noch sehr langsam war, dauerte es dementsprechend lange, alle erforderlichen Genehmigungen vom Kontinentalkongress einzuholen. Unter diesen Bedingungen erschien der Widerstand gegen die gut organisierte britische Armee zunächst als fast unlösbare Aufgabe. General Washington war, wie viele Soldaten der Kontinentalarmee, ein Veteran des jüngsten Franzosen- und Indianerkriegs, sodass er nicht nur Kriegserfahrung hatte, sondern auch mit britischer Taktik und deren Doktrin vertraut war. Der Kontinentalkongress ernannte zudem Brigade general Horatio Gates zum Generaladjutanten der Armee. Dies erwies sich für die noch in den Kinderschuhen steckende CA als von unschätzbarem Wert. Er und Charles Lee besaßen Kampferfahrung aus ihrer Zeit in der britischen Armee. Gates baute in weiterer Folge eine Militäradministration auf und half, die unterschiedlichen Organisationsstrukturen der Kolonialregimenter zu vereinheitlichen. Der Deutsche Friedrich Wilhelm von Steuben reformierte wenig später ziemlich rasch Organisation und Ausbildung der Kolonisten, während der Franzose Pierre Augustin Caron de Beaumarchais die Bewaffnung entscheidend verbessern konnte.

### Mannschaftsbestand
Im Laufe des Krieges dienten etwa 231.000 Mann in der Kontinentalarmee, obwohl nur rund 48.000 zum selben Zeitpunkt und nie mehr als 13.000 Soldaten in einer Schlacht eingesetzt wurden. Die Kolonialmilizen umfassten etwa 145.000 Mann. Frankreich operierte ab 1779 – bis zum Ende des Krieges – mit rund 12.000 Soldaten in Nordamerika.
Sie hatte von Anfang an auch Soldaten verschiedener Ethnien in ihrem Bestand, darunter Afroamerikaner und amerikanische Ureinwohner wie z. B. den Catawba-Indianer Peter Harris. Für eine kurze Zeitperiode bestanden fast 10 % der Armee aus schwarzen Soldaten. Dies war das letzte Mal vor dem Koreakrieg, dass eine amerikanische Armee farbige (Kampf-)Einheiten im großen Stil in ihre Reihen integriert hatte. Darüber hinaus meldeten während des gesamten Krieges Männer aus verschiedenen europäischen Nationen freiwillig zum Dienst in der CA. Auch einige Frauen wie Deborah Sampson und Margaret Corbin, ließen sich unter Falschnamen anwerben und kämpften sehr engagiert und tapfer für die amerikanische Sache. Letztere diente als Vorbild für die Molly-Pitcher-Legende.
George Washington befehligte während des gesamten Krieges die Hauptmacht der Kontinentalarmee. Daneben gab es aber noch zwei kleinere Armeen. Die unter dem Befehl von Brigade General Horatio Gates stehende wurde im nördlichen Departement – am erfolgreichsten während des Saratoga-Feldzugs – und im südlichen Departement, zuerst bei Charleston, später bei Camden eingesetzt. Eine weitere stand unter dem Kommando von Brigade General Nathanael Green. Die letzten Einheiten der Kontinentalarmee wurden (offiziell) am 20. Juni 1784 aufgestellt. Darüber hinaus existierten auch eigenständige Kampfgruppen, die auf den nördlichen und südlichen Kriegsschauplätzen kämpften.

### Kommandostruktur und Organisation
Armeekommando und -verwaltung waren in regionalen Departements organisiert. Ihre Kommandeure wurden vom Kontinentalkongress ernannt.
Östliches Departement für Neuengland;
Nördliches Departement für den Großteil New Yorks;
Hochland-Departement für die Hudson-River-Verteidigungsstreitkräfte nördlich von New York City.
Mittleres Departement für Pennsylvania, New Jersey, Delaware und Maryland.
Südliches Departement für Virginia und alles südlich davon.
Westliches Departement für das Gebiet um das Alleghenygebirge von Virginia nordwärts.
Kanadisches Departement für Kanada
Hierzu wurden vier Major Generals:
- Artemas Ward,
- Charles Lee,
- Philip Schuyler und
- Israel Putnam;

und acht Brigade Generals ernannt:
- Seth Pomeroy,
- Richard Montgomery,
- David Wooster,
- William Heath,
- Joseph Spencer,
- John Thomas,
- John Sullivan und
- Nathanael Greene.

Etwas später stieß auch noch James Mitchell Varnum zu ihnen hinzu. Major General Artemas Ward war der stellvertretende Befehlshaber und Benjamin Lincoln sein Adjutant. Richard Gridley wurde das Kommando über das Artillerie-Korps und das Amt des Chefmilitäringenieurs übertragen, assistiert durch Henry Knox, der zuvor in Boston eine Artilleriekompanie befehligt hatte. Bei der Auswahl seiner Unterführer und Stabsoffiziere legte Washington besonderen Wert auf die Organisationsfähigkeiten, scheute sich jedoch nicht, in derartigen Fragen an Männer wie Major General und Generalinspekteur Friedrich Wilhelm von Steuben, Major General und Chefmilitäringenieur Richard Gridley, Brigade General Horatio Gates oder seinen Stellvertretender zu delegieren, und er förderte junge Offiziere wie Henry Dearborn, Henry Lee oder Anthony Wayne, die sich bei kleineren taktischen Operationen bewährt hatten.
George Washington organisierte seine Armee auf der Grundlage der britischen Regularien; Daher wurde sie in sechs Brigaden mit etwa 2.400 Mann unterteilt. Jede Brigade bestand aus fünf oder sechs Regimentern, wobei jedes Regiment aus – durchschnittlich – 470 Mann bestand. Ein Regiment wurde in Bataillone unterteilt, die wiederum in Kompanien aufgeteilt wurden. Die Kompanien bestanden generell aus 40 Privates, 3 Corporals, einem Ensign (oder einem 2nd Lieutenant), kommandiert von einem 1st Lieutenant und einem Captain.
- Brigade: Die Regimenter wurden für größere Operationen zu Brigaden zusammengefasst und standen dann direkt unter dem Befehl des Departementskommandeurs oder des Oberkommandierenden der Armee.

- Regiment: Die wichtigste taktische Einheit der Kontinentalarmee. Diese schloss nicht nur Infanterieeinheiten (sogenannte Linien-Einheiten), sondern auch Militäringenieure und Dragoner (oder Kavallerieeinheiten) ein. Die in ihren Kolonien angeworbenen Männer bildeten jeweils eigene Regimenter. Die meisten wurden durch eine Ordnungsnummer und den Namen des Staates, in dem sie aufgestellt wurden, unterschieden (zum Beispiel 3rd Massachusetts). Ein Regiment wurde von einem Colonel angeführt. 1777 autorisierte der Kongress die Aufstellung von 16 zusätzlichen Regimentern, die nicht mehr nach den Bundesstaaten benannt waren (Additional Continental Regiments). Diese wurden üblicherweise durch den Namen des Obersten identifiziert, der es kommandierte (zum Beispiel Greysons Regiment). Vorher hatte der Kongress bereits die Aufstellung von 6 Extra Regimentern (Extra Continental Regiments) genehmigt.

- Kompanie: Jedes Regiment setzte sich generell aus sechs bis zehn Kompanien zusammen.

Kompanie- und Regimentsgrößen variierten während des Krieges, aber es wurden auch verschiedentlich Versuche unternommen, einheitliche Standards durchzusetzen. Mit Einheiten aus anderen Landesteilen vermischt zu werden oder auch nur Befehle von deren Offizieren zu befolgen, wurde von den Soldaten strikt abgelehnt. Dadurch kam es zu einer gewissen – für den Kampf kontraproduktiven – Konkurrenz bzw. bei jeder Gelegenheit zu Reibereien und Prügeleien zwischen den Soldaten der einzelnen Kolonien. Meutereien wurden niedergeschlagen, indem man z. B. Truppen aus Pennsylvania gegen die aus Connecticut aufmarschieren ließ. Fahnenflucht war an der Tagesordnung. Ihr Oberbefehlshaber General George Washington war daher gezwungen,
„…die eine Hälfte der Armee einzusetzen, um die andere wieder einzufangen.“, wie er später niederschrieb.

### Ausbildung
Ein einheitliches Disziplinar- oder Dienstreglement existierte anfangs nicht. Jeder Regimentskommandeur drillte und führte seine Einheit nach seinen eigenen Vorstellungen. Selbst die Uniformen waren anfangs in jeder Einheit verschieden. Die hierzu forcierte Neuausbildung der Truppen, bei der der aus Preußen stammende Offizier Friedrich Wilhelm von Steuben eine tragende Rolle spielte, gilt als einer der entscheidenden Faktoren für den Sieg der Amerikaner im Unabhängigkeitskrieg, da es ihm relativ rasch gelang, einen untereinander tief zerstrittenen und militärisch noch immer weitgehend unerfahrenen Freischärlerhaufen in eine schlagkräftige Armee umzuwandeln. Steuben verfasste zuallererst eine einheitliche Dienstordnung, die sog. „Regulations“ („Regeln für die Ordnung und Disziplin der Truppen der Vereinigten Staaten“), die sich stark am königlich preußischen Militärgesetz und Exerzierreglement orientierte, aber in einigen Punkten von ihm modifiziert und den örtlichen Gepflogenheiten angepasst wurde. Aus hundert von ihm ausgewählten Kämpfern stellte er eine „Musterkompanie“ zusammen, die er persönlich mit seinem Sprachengemisch aus Deutsch und Französisch – was zumindest die meisten Offiziere verstanden – täglich zwölf Stunden ausbildete. Steuben notierte hierzu:

„In Preußen, Österreich oder Frankreich sagst du zu einem Soldaten: Mach das! Und er tut es. Hier bin ich gezwungen zu sagen: Aus diesem Grund solltest du dies tun. Dann erst tut er es. Und sechs ausländische Offiziere machen mir (aufgrund ihrer adeligen Herkunft) hier mehr zu schaffen als zweihundert amerikanische.“

Dennoch gelang es Steuben, seinen „Sansculotten“, wie er sie nannte, relativ rasch das Marschieren und Schießen auf Kommando einzudrillen. Steuben kümmerte sich auch um Hygiene und Ausrüstung der Soldaten. Der von seinen Leistungen äußerst beeindruckte Washington beförderte ihn deswegen bald zum Major General und schließlich im Mai 1778 zum Generalinspekteur der amerikanischen Truppen. In den darauffolgenden Jahren gelang es ihm, die Zahl der voll ausgebildeten Soldaten kontinuierlich zu steigern. In den einzelnen Gefechten trugen zudem immer wieder die von ihm befehligten Einheiten maßgeblich zum Sieg bei. Seine taktischen Anweisungen bildeten 1778 die Grundlage für den Sieg der Amerikaner in der Schlacht von Monmouth, dem Wendepunkt des Krieges. Bei Yorktown konnte Washington 1781 ca. 5850 voll ausgebildete Kontinentalarmisten ins Feld führen und Steuben leistete als Kommandeur der 3rd Division einmal mehr einen bedeutenden Beitrag zum endgültigen Sieg über die Briten. Er diente Washington zeitweilig auch als Generalstabschef.

## Kriegsführung
Im 18. Jahrhundert marschierten zwei Armeen auf dem Schlachtfeld Schulter an Schulter zunächst aufeinander zu, in der Regel in drei Mann starken Reihen. War die gegnerische Schützenlinie in Schussweite, wurde der Befehl zum Anhalten gegeben, die Waffen zu präsentieren, eine Salve abzufeuern, hinter die zweite Reihe zurückzutreten und dann wieder nachzuladen. Nach mehreren Gewehrsalven gewann eine Seite die Oberhand und man begann mit aufgepflanzten Bajonett die Distanz zum Feind weiter zu verringern und dann den Gegner im Nahkampf mit Säbel, Bajonett und Gewehrkolben niederzumachen. Dies war notwendig, da die Unzuverlässigkeit der damaligen Glattrohrmusketen, die nur auf etwa 50 Meter treffgenau waren, eine kurze Distanz zur feindlichen Linie erforderte. Infolgedessen waren Feuergeschwindigkeit und diszipliniertes Vorrücken in enger Formation die Kennzeichen des damaligen Kampfstils, wobei konzentriertes, gut gezieltes Feuer und daran anschließende Bajonettangriffe meist den Ausgang einer Schlacht entschieden. Zahlenmäßig stets unterlegen, stellte sich die Kontinentalarmee nur dann dem Gegner, wenn die offene Feldschlacht unvermeidlich bzw. von den Voraussetzungen her günstig für sie war. In stetigen guerillaähnlichen Raids auf die Nachschublinien des Feindes schafften die amerikanischen Truppen so die Grundlagen für ihren späteren Sieg im Unabhängigkeitskrieg. General Washington tauschte dabei Raum gegen Zeit; wenn es nötig war, zog er sich angesichts eines überlegenen Feindes wieder zurück; stattdessen griff er immer wieder isolierte britische Außenposten oder einzeln marschierende Abteilungen an, wenn dies erfolgversprechend war. Dies wird als Zermürbungsstrategie bezeichnet – also einen besser ausgerüsteten Gegner durch Terrorangriffe und ständige Nadelstiche langsam zu demoralisieren und ihn schließlich zum Abzug zu zwingen, indem man den Krieg verlängert und ihn für den Gegner zu kostspielig macht.

## Spionage
Spione wurden im Laufe des Krieges von beiden Seiten eingesetzt. Männer und Frauen riskierten ihr Leben, um nützliche Informationen zu sammeln und diese weiterzugeben. Nathan Hale, der von den Briten inhaftiert und hingerichtet wurde, zählt zu den bekanntesten der amerikanischen Spione. Im Gegenzug wurde ein britischer Offizier, John Andre, der mit General Benedict Arnold zusammenarbeitete, von den Amerikanern gefangen genommen und gehängt. James Armistead Lafayette, ein ehemaliger Sklave, gelang es sich ins Hauptquartier von General Cornwallis einzuschleichen. Dort hatte er direkten Zugang zum Schriftverkehr mit dem britischen Kriegsministerium. Auch viele Frauen wie z. B. Ann Bates (Philadelphia), Emily Geiger (South Carolina) und Lydia Barrington Darragh, betätigten sich als Spione, sie nutzten ihre relativ große Bewegungsfreiheit, um mit für Washington bestimmte Geheimnachrichten durch die feindlichen Linien zu schmuggeln.

## Teilstreitkräfte

### Kavallerie
Die Kontinentalarmee zog anfangs ohne nennenswerte Kavalleriekontingente in den Kampf. Mehrere Kolonien hatten aber schon im Rahmen ihrer Milizen Reitereinheiten aufgestellt. Der Einsatz von Kavallerie variierte je nach Region, im Großen und Ganzen wurden die zahlenmäßig kleinen Reitereinheiten zur Aufklärung, für Überfälle oder zur Unterstützung der Infanterie eingesetzt. Die Briten verließen sich bei der Feindaufklärung aber zunehmend auf ihre leichte Infanterie. Ein großes Problem für die Amerikaner war der Mangel an kriegstauglichen Pferden, wie es besonders im Sommer 1777 der Fall war. Während des Philadelphia-Feldzugs starben beim Seetransport von New York zur Chesapeake Bay eine große Anzahl von ihnen oder waren danach wegen Krankheiten nicht mehr einsatzfähig. Die Kavalleristen trugen mehrere Pistolen, einen Säbel und eine Karabinermuskete. Zudem trugen die Reiter oft Lederhelme und modifizierte Uniformen, die der berittenen Kriegsführung förderlich waren.
Virginia wurde zum Schauplatz der größten Kavallerieschlacht des Krieges. Am 3. Oktober 1781 setze sich ein britischer Fouragetrupp von Gloucester Point aus in Marsch, um Nahrungsmittel für das von Amerikanern und Franzosen belagerte Yorktown zu requirieren. Eskortiert von der Kavallerie der British Legion unter Lieutenant Colonel Banastre Tarleton stießen sie kurz danach auf französische Kavallerie unter Colonel Armand Louis de Gontaut. Letzterer ließ seine Reiter sofort energisch angreifen, durchbrach bald darauf die Reihen der Loyalistenkavallerie und trieb sie unter schweren Verlusten zurück.
Zwei amerikanische Reiteroffiziere, waren am Ende des Krieges besonders populär geworden. Im Sommer 1777 traf ein junger polnischer Adliger, Casimir Pulaski in Amerika ein und schrieb an General Washington:
„Ich kam hierher, wo die Freiheit verteidigt wird, um ihr zu dienen und für sie zu leben oder zu sterben.“
Als Freiwilliger bekleidete Pulaski zunächst keinen militärischen Rang, machte sich aber rasch einen Namen als wagemutiger und mitreißender Anführer. Im Frühjahr 1778 erhielt Pulaski die Erlaubnis, eine Legion aus Kavallerie und leichter Infanterie in der Stärke von etwa 300 Mann aufzustellen. Er übernahm dann in mehreren Gefechten in New Jersey das Kommando, bevor er nach Süden in Marsch gesetzt wurde, um dort die Briten zu bekämpfen. Während der französisch-amerikanischen Belagerung von Savannah im Jahr 1779 kommandierte Pulaski – schon im Rang eines Generals – die alliierte Kavallerie. Am 9. Oktober wurde er jedoch durch eine britische Kartätsche tödlich verwundet. Der „Vater der amerikanischen Kavallerie“, wie er später genannt wurde, erlag zwei Tage später seinen schweren Verletzungen.
Der zweite Offizier war Lieutenant Colonel Henry Lee. Er war Mitglied einer einflussreichen Familie aus Virginia, befehligte zu Anfang des Krieges eine Dragonereinheit und wurde 1778 zum Kommandeur der 2nd Partisan Legion gewählt. Wie Pulaski wurde Lee ebenfalls in den Süden entsandt, wo er gegen Tarletons Loyalisten vorgehen sollten. Am Ende des Krieges galt „Light Horse Harry“ als einer der besten Kavallerieoffiziere der Kontinentalarmee und war auch zu einem engen Vertrauten Washingtons in Strategiefragen geworden.

#### Kavallerieeinheiten
1776 wurde das erste Dragonerregiment rekrutiert. Die Dragoner hatten ihre Wurzeln im 17. Jahrhundert, wo sie als eine Art berittener Infanterie eingesetzt wurden. Sie waren mit kurzläufigen Musketen bewaffnet, stiegen für den Kampf von ihren Pferden ab und erwiesen sich speziell bei den Einsätzen in Nordamerika als sehr nützlich. Zur Zeit der amerikanischen Revolution waren die britischen Dragoner mit Karabinern und Säbeln bewaffnet, um auch vom Pferderücken aus kämpfen zu können. Diese sehr mobilen Einheiten waren ideal zum Auskundschaften des Terrains und für Plänkeleien mit dem Feind geeignet. Die amerikanischen Kavallerieeinheiten entwickelten sich im Laufe des Krieges von kleinen Spähtrupps zu sehr effektiven und beweglichen Kampfgruppen. Man griff hierbei auch auf Husareneinheiten zurück. Schnelle Kavallerieattacken mit Säbeln und Pistolen erwiesen sich als besonders effektiv, wie General William Washingtons Dragoner 1781 in der Schlacht von Cowpens eindrucksvoll bewiesen. Obwohl die Reitertruppen nie entscheidend zum Sieg in den großen Schlachten beitragen konnten, waren sie dennoch als schnelle Eingreiftruppe bald ein unverzichtbarer Bestandteil von Washingtons Armee. Bis 1777 dienten vier Dragoner-Regimenter in der Continental Army.
Beide Seiten setzten auch sogenannte Legionen ein, diese waren sehr mobil und vielfältig einsetzbar. Zusätzlich wurden eine weitere Reihe von gemischten Einheiten, die sog. „Partisan Legions“, aufgestellt. Wie ihre loyalistischen Gegenstücke bestanden die Legionen aus Kavallerie- und Infanteriekompanien, die besonders in der Hit-and-Run-Kriegsführung sehr erfahren waren. Ihr Einsatz auf beiden Seiten war eine Reaktion auf das für Reiter oft schwierige Gelände in den nordamerikanischen Kolonien. Ein Großteil der Kämpfe spielte sich anfänglich im Norden ab, wo in ihren waldreichen und hügeligen Landschaften die klassischen, breit gefächerten Kavallerieattacken nicht möglich waren. Als sich der Konflikt auch in den Süden ausbreitete, stieg der Bedarf an Reitern noch weiter an. Dort bewährten sich vor allem die Partisan Legions. Die Kavallerie war besonders für die dortigen Feldzüge von Bedeutung, da im Guerillakrieg Geschwindigkeit und hohe Beweglichkeit gefragt waren, und auch kleine Abteilungen ein riesiges Gebiet bestreifen konnten.

### Infanterie
Die Fußtruppen der Kontinentalarmee bestanden ausschließlich aus Freiwilligen, die für ein bis drei Jahre eingezogen wurden, und zählten nie mehr als 48.000 Mann. Die Soldaten sollten mindestens 16 Jahre alt sein, um sich ohne Zustimmung ihrer Eltern melden zu können. Die meisten ließen sich anwerben, da ihnen dafür ein angemessener Lohn, Kleidung, Nahrung und Gesundheitsversorgung in Aussicht gestellt wurde. Ein Private (Gefreiter) der Kontinentalarmee erhielt 6,25 Dollar im Monat. Die Einzelstaaten boten häufig auch noch andere Zuwendungen an, wie z. B. Einberufungsprämien, Landzuteilungen o. a., um die Rekrutierungszahlen zu erhöhen. Zu Beginn des Krieges waren die Einberufungszeiten noch kurz, da die Kongressabgeordneten nicht wollten, dass sich diese Streitmacht zu einer stehenden Armee entwickelte. Dieser Umstand erwies sich aber insbesondere im Winter 1776–1777 als Problem, und schließlich wurden längere Dienstzeiten zur Regel. Kämpfer für die Kontinentalarmee wurden ansonsten nach dem Muster der britisch-königlichen Armee angeworben. Das Rekrutierungsreservoir war jedoch beschränkt, da sich ein Drittel der Bevölkerung der Kolonien zu den Loyalisten zählte. Da der neu gegründete Staat (noch dazu noch nicht vollständig unabhängig) kein Geld hatte, stellten die Regierungen der Mitgliedstaaten den Soldaten Papiergeld aus, die sie später gegen Münzgeld oder Waren eintauschen konnten. Um den Dienst attraktiver zu machen, wurde der Sold hauptsächlich durch Auszahlung mit diesem – weitgehend wertlosen – Papiergeld erhöht, sowie eine menschenwürdige Behandlung und eine gewisse (allerdings nicht allzu weit gehende) Gleichsetzung mit den Offizieren in Aussicht gestellt.
Die Offiziere sowohl der Kontinentalarmee als auch der Milizen lebten in der Regel auf dem Land, hatten einem ausgeprägten Sinn für Ehre und Status gepaart mit dem festen Willen, sich der britischen Krone zu widersetzen. Die gewöhnlichen (weißen) Soldaten waren unterschiedlicher Herkunft. Sie waren kleine Farmer, Fischer, Arbeiter oder stammten aus Minderheitengruppen (vor allem Iren und Deutsche). Meist motivierte sie nur die Zahlung eines Handgeldes dazu, sich freiwillig zur Armee zu melden; außerdem wurden ihnen bei ihrer Anwerbung regelmäßiger Sold, die Stellung von Nahrung, Kleidung und medizinische Versorgung versprochen. Hinzu kam die Aussicht auf Zuteilung eines Stück Lands nach dem Ende des Krieges. In der Regel waren sie disziplinlos, widerspenstig und meuterten ohne zu zögern, wenn die Vertragsbedingungen ihrer Ansicht nach nicht erfüllt würden. Mehr als ein Viertel der Armee bestand aus irischen Einwanderern, viele von ihnen waren gerade erst in Amerika angekommen und waren deswegen vor allem an einer regelmäßig bezahlten Beschäftigung interessiert.

### Artillerie
Gängige Arten von Feldartillerie des Unabhängigkeitskrieges waren 3-, 6- und 18-Pfünder-Geschütze, größere Kanonen und Mörser, die großkalibrige Geschosse im Steilfeuer auf ihre Ziele schleuderten, wurden häufig für Belagerungen eingesetzt. Haubitzen mit kürzeren Läufen und größeren Kalibern im Vergleich zu den Feldkanonen wurden ebenfalls von beiden Seiten eingesetzt. Obwohl die britischen als auch die amerikanischen Streitkräfte eine relativ große Anzahl von Artillerie einsetzten, spielte sie auf dem Schlachtfeld meist nur eine unterstützende Rolle und besaß noch nicht die Kadenz und Durchschlagskraft der Artillerie im späteren Sezessionskrieg.
1777, als die Kontinentalarmee in ihren Winterquartieren bei Morristown lagerte, kehrte der Gründer der amerikanischen Artillerie, Henry Knox, nach Massachusetts zurück, um die Leistungsfähigkeit seiner Artillerie weiter zu verbessern. Er stellte ein weiteres Bataillon auf und gründete das Arsenal in Springfield, bevor er im Frühjahr wieder zur Armee zurückkehrte. Springfield blieb für den Rest des Krieges eine wertvolle Quelle von Waffen und Munition. In Pluckemin (bei Bedminster, New Jersey) gründete er die erste Kriegsschule der Kontinentalarmee für Artillerie- und Offiziersausbildung. Während im Dezember 1778 die Hauptmasse der Kontinentalarmee im nahe gelegenen Middlebrook lagerte, lagerte ein Teil der Artillerie in Pluckemin. Die Trennung der Infanterie von der Artillerie gab General Henry Knox die Möglichkeit, seine Ideen umzusetzen, die er zur Verbesserung der Kampffähigkeit der Kontinentalarmee entwickelt hatte. Auf dem Gelände entstand ein weitläufiges Akademiegebäude sowie Kasernen, Offiziersunterkünfte und Waffenschmieden. Man bildete dort Offiziere und Artilleristen aus und führte die notwendige Wartung und Reparaturen an den Geschützen durch. Diese Einrichtung war der Vorläufer der United States Military Academy in West Point, New York. Dort verbrachte Knox bis zum Sommer 1779 die meiste Zeit damit, unter schwierigsten Bedingungen mehr als 1.000 Soldaten auszubilden.
Daneben unternahm Knox im Auftrag Washingtons auch mehrere Reisen in die nördlichen Staaten, um neue Rekruten und Vorräte für die Armee zu organisieren. 1781 marschierte Knox mit der Armee nach Süden und nahm an der entscheidenden Schlacht von Yorktown teil. Vor Yorktown leitete er die Aufstellung der Artillerie. Sein enger Freund, Major General François-Jean Marquis de Chastellux, schrieb hierzu über Knox:
„Wir können die Intelligenz und Aktivität nicht genug bewundern, mit der er an verschiedenen Orten mehr als dreißig Stück sammelte und zu den Batterien transportierte …“, und „nur die Hälfte wurde gesagt, um sein militärisches Genie zu preisen“.
Washington lobte sowohl Knox als auch den französischen Artilleriekommandeur ausdrücklich für ihre herausragende Rolle bei der Belagerung und empfahl dem Kongress, Knox zu befördern. Er wurde daraufhin am 22. März 1782 zum Major General befördert; der jüngste Offizier dieses Rangs in der Armee.

#### Artillerieeinheiten
- Continental Artillery Regiment: Auch bekannt als Gridley’s Continental Artillery Regiment oder Knox’s Continental Artillery Regiment, war die einzige amerikanische Artillerieeinheit, die in der Anfangszeit des Unabhängigkeitskrieges einsatzbereit war. Es wurde am 10. Mai 1775 als Regiment of the Train of Artillery nach den Schlachten von Lexington und Concord als Teil der Massachusetts State Troops aufgestellt. Ihr Befehlshaber war Colonel Richard Gridley, sein Stab bestand aus einem weiteren Colonel, einem Lieutenant Colonel und zwei Majors. Im Mai und Juni 1775 wurde es in der Stärke von zehn Batterien bei Cambridge und Roxbury (Massachusetts) zusammengezogen. Die Artilleristen wurden aus fünf Counties rekrutiert. Am 14. Juni 1775 wurde das Continental Artillery Regiment unter Gridleys Kommando in die Kontinentalarmee eingereiht. Die Schlacht von Bunker Hill endete jedoch für diese Einheit in einem Desaster. Während der Kämpfe ließ Gridley hastig Breed’s Hill mit einem Wall befestigen, versäumte es aber, dabei auch Schießscharten für seine Kanonen auszusparen. Infolgedessen stellten seine Kompanieführer ihre Geschütze vor den Befestigungen auf, feuerten ein paar mal auf die britischen Kriegsschiffe und flohen alsbald vom Schlachtfeld. Dabei verloren sie noch dazu (bis auf eine) alle ihre Kanonen, das Regiment wurde deswegen in 11 Kompanien neu organisiert. Am 17. November 1775 übernahm Colonel Henry Knox das Kommando über die Einheit und führte sie vom kürzlich eroberten Fort Ticonderoga zurück nach Cambridge. Am 1. Januar 1776 wurde der Rhode Island Train of Artillery (der aus Rekruten aus Providence County bestand) mit dem Continental Artillery Regiment vereinigt und wuchs damit auf 12 Kompanien an. Die zwei Kompanien aus Rhode Island standen unter dem Befehl der Captains Ebenezer Stevens und Jotham Drury. Am 22. November 1775 wurde Henry Knox als Kommandeur des Continental Artillery Regiment offiziell bestätigt. Als die Milizen aus ganz Neuengland zusammenströmten, um die Briten in Boston einzuschließen, unterstellten die Kolonisten aus Rhode Island und Connecticut ihre Streitkräfte General Artemas Ward. Knox’ Kanonen waren im März 1776 am Beschuss der Dorchester Heights beteiligt und beschleunigten so das Ende der Belagerung von Boston. Im Sommer und Herbst 1776 wurde das Regiment bei den Feldzügen in New York und New Jersey eingesetzt (White Plains und Fort Washington). Einige Kompanien nahmen danach an den Kämpfen auf Valcour Island teil, Knox’ Kanoniere hatten auch am amerikanischen Sieg in der Schlacht von Trenton Ende Dezember 1776 einen entscheidenden Anteil. Es wurde am 1. Januar 1777 in Trenton, New Jersey und Peekskill und Fort Ticonderoga, New York zusammengezogen und wieder aufgelöst, da die vertraglich vereinbarte Dienstzeit seiner Soldaten abgelaufen war. Viele von denen, die überredet werden konnten, sich erneut zu verpflichten, dienten anschließend in der 2nd. (Lamb’s) und 3rd. (Crane’s) Continental Artillery, die beide bis Kriegsende im Einsatz waren.

Danach wurde die Continental Artillery in folgenden Einheiten neu organisiert:
- 1st Continental Artillery Regiment: Am 26. November 1776 als Harrison’s Continental Artillery Regiment aufgestellt und dem südlichen Departement zugeteilt. Es wurde während des Frühjahres und Sommers 1777 in Williamsburg, Virginia, zusammengezogen und bestand zunächst aus 10 Kompanien, darunter die Virginia State Artillery Company und die Virginia Continental Artillery Company. Am 13. März 1778 wurde es der Continental Army zugeteilt und am 10. August 1779 in 1st Continental Artillery Regiment umbenannt. Am 17. April 1780 wurde die Einheit wieder aus der Continental Army herausgelöst und zurück in den Süden geschickt. Am 9. Mai 1780 wurde das Regiment mit der Maryland Continental Artillery vereint und bestand nun aus 12 Kompanien. Am 1. Januar 1781 wurde die Einheit wieder auf 10 Kompanien reduziert und am 15. November 1783 aufgelöst.

- 2nd Continental Artillery Regiment (Lamb’s Continental Artillery Regiment): Am 1. Januar 1777 aufgestellt. Im Frühjahr 1777 wurde die Einheit in die Continental Army integriert und bestand nun aus 12 Kompanien. Drei aus New York, aufgestellt in Morristown, New Jersey und Peekskill, New York, vier neue Kompanien aus den Counties Fairfield und New Haven, Connecticut, drei aus den Counties Ulster, Orange, Dutchess, Westchester, New York und Albany sowie New York City und zwei neue Kompanien aus Philadelphia City und dem gleichnamigen County in Pennsylvania. Das Regiment wurde am 12. Juni 1777 dem Highland’s Department zugeteilt (abzüglich zwei Kompanien, die in der Hauptarmee verblieben). Am 10. August 1779 wurde die Einheit in 2nd. Continental Artillery Regiment umbenannt. Zwei ihrer Kompanien unter Captain Andrew Porter fusionierten mit der von Captain Issac Coren und wurden unter dem Befehl von Captain Porter am 1. Januar 1781 dem 4th. Continental Artillery Regiment angeschlossen. Am 28. August 1781 wurde dieses der Hauptarmee zugeteilt, um bei der Belagerung von Yorktown eingesetzt zu werden. Das Regiment kehrte am 24. August 1782 wieder in das Highland Department zurück und wurde am 11. Juni 1783 auf zwei Kompanien verkleinert. Am 1. Januar 1784 wurde es in West Point demobilisiert (außer einer in die neue Regular Army übernommenen Kompanie unter Captain John Doughty).

- 3rd Continental Artillery Regiment (Crane’s Continental Artillery Regiment): Am 1. Januar 1777 aufgestellt und der Continental-Army zugeteilt. Das Regiment wurde im Frühjahr 1777 in Boston, Massachusetts und Peekskill, New York, aus Einheiten der Hauptarmee, des Highland’s Department und des Northern Department (ohne Stevens Provisional Artillery Battalion) neu organisiert und bestand aus 12 Kompanien aus Massachusetts und Rhode Island (einschließlich der Veteranen des Continental Artillery-Regiment). Am 10. August 1779 wurde es in 3rd Continental Artillery Regiment umbenannt. Das Regiment wurde am 1. Januar 1781 neu organisiert und bestand nun aus 10 Kompanien, die übrigen zwei wurden einem anderen Artillerie-Regiment zugewiesen. Es wurde am 24. August 1782 wieder aus der Hauptarmee herausgelöst und dem Highland Department zugeteilt. Am 12. Juni 1783 wurde es auf vier Kompanien reduziert und am 1. Januar 1784 in West Point aufgelöst.

- 4th Continental Artillery Regiment (Proctor’s Continental Artillery Regiment): Zwischen Oktober und November 1775 (als Teil der Pennsylvania State Troops) als Pennsylvania State Artillery Company in Philadelphia aufgestellt. Am 14. August 1776 wurde es zum Pennsylvania State Artillery Battalion erweitert. Es bestand nun aus zwei Kompanien und wurde am 23. September 1776 der Continental Army zugeteilt. Am 6. Februar 1776 als Pennsylvania State Artillery Regiment erweitert, bestand es zu diesem Zeitpunkt aus acht Kompanien aus dem Osten Pennsylvanias. Am 10. Juni 1777 wurde die Einheit als Proctor’s Continental Artillery Regiment in die Kontinentalarmee übernommen und dem Middle Department zugeteilt. Am 14. Juli 1777 kehrte das Regiment in die Hauptarmee zurück und am 10. August 1779 in 4th Continental Artillery Regiment umbenannt. Am 1. Januar 1781 wurde es neu organisiert, um bestand nun aus zehn Kompanien, darunter die von Captain Issac Coren’s Kompanie, das Artillery Artifcer Regiment, die von Captain Andrew Porters und Jonas Simond’s Kompanie, das 2nd Continental Artillery Regiment und Captain Jerimiah Freeman’s Continental Artillery Kompanie. Am 20. Februar 1781 wurde es wieder aus der Continental Army herausgelöst und anschließend dem Southern Department zugeteilt. Am 1. Januar 1783 wurde es in vier Kompanien neu organisiert, am 24. April 1783 aus dem Süden zurückgeholt und dem Middle Department zugeteilt. Am 11. Juni 1783 wurde die Einheit in Philadelphia versammelt und dort am 15. November 1783 demobilisiert.[39]

### Continental Navy
Die Continental Navy umfasste bei Ausbruch des Krieges nur eine Handvoll Schiffe, die in den Gewässern entlang der nordamerikanischen Küste patrouillierten. Mit Ausnahme von New Jersey und Delaware besaßen alle der dreizehn Kolonien entweder eines oder mehrere Kriegsschiffe. Man verfügte auch über eine Vielzahl von bewaffneten Handelsschiffen, die zum Schutz des Überseehandels eingesetzt wurden. Obwohl die Aufzeichnungen darüber unvollständig sind, wird geschätzt, dass während des Krieges mehr als 2.000 dieser Schiffe mit mehr als 18.000 Kanonen und etwa 70.000 Mann zum Einsatz kamen. Sie waren aber im Durchschnitt viel kleiner und nicht so gut bewaffnet wie die der späteren Kontinentalflotte. Die Einzelstaaten verfügten im Allgemeinen auch über mehr finanzielle Mittel als der Kontinentalkongress und waren daher in der Lage bei den Werften auch größere Schiffe in Auftrag zu geben. Viele Matrosen der Handelsmarine hatten auch umfangreiche Erfahrung auf hoher See und in der Kriegsführung gesammelt, da sie teils an britischen Marineexpeditionen während des letzten Krieges mit Frankreich (1754–1763) teilgenommen hatten. Daher wurde schon früh die große Bedeutung einer bewaffneten Seestreitmacht für die Vereinigten Kolonien erkannt. Am 13. Oktober 1775 genehmigte der Kontinentalkongress die Aufstellung der Kontinentalmarine und am 10. November eines Marine Corps. Bis 1776 verfügten die Kolonien über 27 Kriegsschiffe – im Gegensatz zur übermächtigen Royal Navy, die etwa 270 Kriegsschiffe aufbieten konnte. Darüber hinaus stellten mehrere Kolonien ihre eigenen Seestreitkräfte auf, die ebenfalls britischen Handelsschiffen auflauerten. Ein Problem war aber, dass die amerikanischen Kapitäne oft mit Matrosen und Marinesoldaten konfrontiert waren, die nicht ausreichend ausgebildet waren und denen es vor allem an der nötigen Disziplin mangelte. Mit Ausbruch des Unabhängigkeitskrieges wurde John Barry beauftragt, die Ausrüstung der ersten Schiffe der Kontinentalmarine in Philadelphia zu überwachen. Der populäre Kapitän John Paul Jones setzte sich nachdrücklich für professionelle Standards und Ausbildung ein. Dank einiger von Frankreich geliehenen und neu auf Kiel gelegter Schiffe erreichte sie 1777 mit 31 Einheiten ihre Maximalgröße. Sie störte massiv den britischen Seehandel, errang oft Siege über besser bewaffnete Schiffe und unternahm sogar erfolgreiche Überfälle auf den britischen Inseln. Obwohl die Seestreitkräfte im Unabhängigkeitskrieg nur eine untergeordnete Rolle spielten, trugen auch die amerikanischen Seeleute durch die empfindliche Störung der britischen Handelsrouten ihren Teil zum Sieg der Revolution bei. Am Ende des Unabhängigkeitskrieges befanden sich die Finanzen der Vereinigten Staaten in einem äußerst prekären Zustand. Da der Kongress an allen Ecken und Enden  sparen musste und die Zentralregierung in dieser Hinsicht nur wenig Befugnisse hatte, löste man die Marinestreitkräfte wieder auf und versteigerte bis zum August 1785 alle Schiffe der Kontinentalmarine. Zwischen 1785 und 1794 wuchs jedoch die Notwendigkeit, wieder eine kampfkräftige Flotte aufzubauen. Schon die Gefangennahme amerikanischer Seeleute durch algerische und marokkanische Korsaren im Jahr 1784 veranlasste dazu, über die Schaffung einer neuen Marine, die die US-Handelsschiffahrt schützen konnte, ernsthaft nachzudenken.

#### Kaperfahrer
Die Bewaffnung von Handelsschiffen war im 18. Jahrhundert eine übliche Praxis um sich so vor Piraten zu schützen. Als der Unabhängigkeitskrieg ausbrach, wurden eine beträchtliche Zahl von ihnen zu Kaperschiffen umgerüstet. Ihre Kapitäne wurden vom Kontinentalkongress ermächtigt feindliche Kriegs- und Handelsschiffe anzugreifen und auszuplündern oder zu versenken. Bis Ende 1777 hatten amerikanische Schiffe schon mehr als 500 britische Schiffe gekapert, bis Kriegsende wuchs ihre Anzahl auf etwa 1.500 an. Mehr als 12.000 britische Seeleute wurden als Kriegsgefangene festgesetzt. Die Versicherungsraten stiegen auf ein nie dagewesenes Niveau und die britische Küstenbevölkerung fürchtete eine amerikanische und – als sie zu deren Verbündeten wurden – eine französische, spanische und niederländische Invasion. 1781 wandten sich britische Kaufleute daher an die Krone mit der Bitte, die Feindseligkeiten gegen die Amerikaner einzustellen.

#### Marinesoldaten
Die Vorläufer der amerikanischen Marineinfanterie, das 3.000 Mann starke „Gooch’s American Regiment“ (auch „Gooch’s Marines“), kämpfte von 1739 bis 1741 in der Karibik (an der Seite der Briten), gegen die Spanier. Als der Krieg gegen England ausbrach, verfügte die neue Nation über keine nennenswerte Kriegsmarine. Sie bestand lediglich aus zwei Schiffen gegenüber 270 der britischen Flotte. Der Kontinentalkongress erkannte aber bald, dass er auch eine halbwegs schlagkräftige Seestreitmacht benötigte. Am 10. November 1775 verabschiedete der Kongress eine Resolution zur Aufstellung von Marinesbataillonen, die in der Kontinentalmarine dienen sollten, die selbst erst einen Monat zuvor, am  13. Oktober 1775,  gegründet worden war. Man beschloss, dass zunächst zwei Marinebataillone aufgestellt werden sollten. Anders als die Briten, die ihre Marineinfanterie entweder durch das Anwerben von Kleinkriminellen oder durch leere Versprechungen vergrößerten, war der Kontinentalkongress sehr wählerisch, wer in den Reihen seiner Marines eintreten durfte. Man machte diesen Punkt in seiner Resolution zur Schaffung der Marinebataillone ziemlich deutlich:
„Es dürfen keine Personen in Ämter berufen oder in die besagten (Marine-)Bataillone aufgenommen werden, die keine guten Seeleute sind oder sich mit maritimen Angelegenheiten so gut auskennen, dass sie bei Bedarf auch auf See dienen können.“
Darüber hinaus ging der Kontinentalkongress bei der Rekrutierung erfahrener Seeleute ganz anders vor als die Briten. Benjamin Franklin bemerkte hierzu,
„… dass Pfeifer und Trommler, deren Trommeln wie die Gadsden flag bemalt waren, ausgesandt wurden, um Patriotismus in den Herzen der Seeleute zu entfachen und sie zu ermutigen, der Marine beizutreten.“
Darüber hinaus veröffentlichte der Kontinentalkongress eine „Einladung“ zum Beitritt zu den Marines in der Virginia Gazette, in der die Pflichten eines Marines sowie die Vorteile aufgeführt wurden, zu denen Kopfgelder und eine finanzielle Entschädigung im Falle von Invalidität gehörten. Diese Rekrutierungstaktik funktionierte recht gut, die beiden Bataillone wurden schnell aufgestellt und waren innerhalb weniger Monate einsatzbereit. Da der Kontinentalkongress diese Bataillone vorzugsweise mit erfahrenen Seeleuten besetzte und die Vereinigten Kolonien dringend eine Marineseinheit aufstellen musste, wurden sie jedoch nicht so gründlich ausgebildet wie die britischen Marines von 1755.
Die Gegner der „Lobsters“, der britischen Royal Marines, im Unabhängigkeitskrieg sollten daher die Continental Marines sein. Auf See kämpften sie an der Seite der Matrosen und bei Bedarf sollten sie an Land gegnerische Häfen oder Befestigungen einnehmen. Primär fungierten sie als Schutztruppe des Kapitäns und setzten nötigenfalls bei den Matrosen die Disziplin durch. Darüber hinaus waren sie für den Infanteriekampf ausgebildet. Meist wurden sie für Überfälle und zur Aufklärung eingesetzt. Weiters sollten die Marines ihr Schiff verteidigen, wenn es angegriffen wurde. Dabei halfen sie u. a. auch beim Laden und Abfeuern der Kanonen. Ihre Scharfschützen postierten sich im Gefecht am Bug, auf den Mastkörben oder in der Takelage und feuerten von dort aus auf die Geschützmannschaften und Offiziere des Gegners. Zum Entern feindlicher Schiffe wurden bevorzugt lange Piken, Pistolen und Entermesser benutzt. Sie dienten aber nicht ausschließlich als Landungstruppen der 1775 geschaffenen Continental Navy, sondern führten auch vereinzelt eigenständige, amphibische Kampfoperationen aus. Bis Kriegsende wuchs ihre Mannschaftsstärke auf über 2.000 Mann an. Continental Marines sicherten auch den Transport wichtiger Sendungen und Gegenstände bis an ihren Bestimmungsort, darunter eine Million Silbermünzen aus Frankreich, die sie durch von Loyalisten besetztes Land eskortierten.
Als die Amerikanische Revolution ausbrach, stellten die Milizen einiger Kolonien anfangs ihre eigenen Marinekontingente auf. Darunter das populäre Marblehead Regiment, das im Januar 1775 aus Männern aus der Region um Marblehead, Massachusetts, gebildet wurde. Im Sommer 1775 wurde es als 14th. Continental Regiment in die Kontinentalarmee eingegliedert. Es diente Washington als Ad-hoc-Marineeinheit, insbesondere während seines New York-Feldzugs von 1776. Die Seeleute aus Marblehead waren maßgeblich am Rückzug der Continentals nach der Schlacht von Long Island beteiligt und brachten 1776 Washingtons Armee für ihren Angriff auf Trenton über den Delaware River. In der Zwischenzeit beschloss auch der Kontinentalkongress, eine Marineeinheit aufzustellen, und am 10. November 1775 wurde hierfür eine von John Adams eingebrachte Resolution angenommen. Der „Captain of Marines“ Samuel Nicholas wurde ermächtigt, zwei Bataillone aufzustellen. Es handelte sich um die erste offizielle Ernennung eines Offiziers der neuen amerikanischen Seesoldaten. Am 25. Juni 1776 wurde Nicholas offiziell zum Befehlshaber der Continental Marines im Rang eines Majors ernannt und erhielt den Auftrag, in Philadelphia weitere Einheiten aufzustellen.
Obwohl die Marines Männern aus generell allen 13 Kolonien offen standen, wurde die Rekrutierung fast ausschließlich in Philadelphia, Pennsylvania, durchgeführt. Die ersten Rekruten wurden in der Tun Tavern an der Water Street angeworben. Ihr Eigentümer, Robert Mullan, avancierte zum obersten Anwerber der neuen Einheit und erhielt dafür den Rang eines Marine Captains. Mullan köderte u. a. mit Hilfe von reichlich Alkohol und 10 Dollar Handgeld junge Männer für den Dienst in der Continental Navy. Die Anwerbungen waren am 4. Januar 1776 abgeschlossen. Am Morgen des 3. März 1776 gelang 200 Marines und 50 Matrosen unter Commander Esek Hopkins ein Überraschungsangriff auf die Stadt Nassau, (New Providence Island, Bahamas), wodurch in weiterer Folge ein Waffendepot der Briten auf Abaco geplündert werden konnte. Es war das erste bedeutende Kommandounternehmen der neuen Marines. Nach dem Überfall auf Nassau genehmigte der Kontinentalkongress die Aufstellung von vier weiteren Marineinfanteriekompanien. Fünf Monate später erließ man auch Uniformvorschriften für die Marineinfanterie. Sie sollte sich aus einem grünen Waffenrock mit weißen Aufschlägen, einer weißen Weste, weißen Kniehosen, einem weißen Gürtel und einem Hut zusammensetzen. Das bemerkenswerteste Stück darunter war jedoch die Halskrause aus Leder, die den Marineinfanteristen vor Hieben und Stichen der Entermesser und auch eine gute Haltung fördern sollte. Sie wurde bis nach dem Bürgerkrieg verwendet und gab den Marineinfanteristen damit ihren Spitznamen „Ledernacken“.
Ende Dezember 1777 bewährten sich die Marines unter dem Kommando von General John Cadwalader in der Schlacht von Trenton und im Januar 1777 auch bei Princeton. In Trenton beteiligten sie sich u. a. an der Verteidigung der Assunpink-Bridge. Im September 1779 gelang es den Marines und Matrosen der Bonhomme Richard unter dem Kommando von Captain John Paul Jones nach langem Kampf (der fast die Hälfte der amerikanischen und britischen Besatzungen das Leben kostete) und in scheinbar aussichtsloser Lage, vor der Küste Englands die HMS Serapis zu entern und zu übernehmen. Obwohl die Bonhomme Richard kurz darauf sank, war der Ausgang der Seegefechts einer der Faktoren, die die französische Krone davon überzeugte, die amerikanischen Kolonien in ihrem Unabhängigkeitskampf noch massiver zu unterstützen. Die Continental Marines wurden noch vor Abschluss des Friedensvertrags von Paris im April des Jahres 1783 aus Kostengründen demobilisiert, jedoch am 11. Juli 1798 als United States Marine Corps wieder neu aufgestellt. Dennoch feiern die US Marines den Gründungstag ihres Corps am 10. November.

## Schwarze Soldaten
Zu Beginn des Krieges meldeten sich viele freie Schwarze freiwillig zum Dienst in der Kontinentalarmee, wurden aber abgelehnt da man einen Sklavenaufstand befürchtete. Später, als die Zahl der weißen Freiwilligen abnahm, boten einige Kolonien kampfwilligen Sklaven die Freiheit an. Schätzungsweise 7.000 Afroamerikaner traten daraufhin in der Continental Army ein. Von Anfang an umwarben auch die Briten die Sklaven, indem sie ihnen die Freiheit versprachen, obwohl dies nie die offizielle Regierungslinie war, sondern auf eine Initiative lokaler Kommandanten zurückging. Etwa 20.000 Afroamerikaner standen deshalb auf der Seite der Briten, wohl wissend, dass sich ihr Status nicht ändern würde, wenn die Separatisten siegen sollten. Wenn es einen Punkt gab, in dem sich die Kolonisten einig waren, dann war es der Ausschluss der Mehrheit der Afroamerikaner vom Kriegsdienst. Im Wesentlichen waren es zwei Gründe, die ihnen nicht gestatteten, sich den Milizverbänden anzuschließen.
- Die Mehrheit von ihnen waren versklavt (daher Eigentum) und
- der Dienst der Sklaven für ihre Herren hatte absoluten Vorrang.

Die Sklaverei war ein großes Dilemma der amerikanischen Revolution und das war den daran Beteiligten auch bewusst. Einige der führenden Köpfe der Unabhängigkeitsbewegung waren selbst Sklavenhalter, darunter George Washington, James Madison und Thomas Jefferson. Besonders bei den Kongressdelegierten aus dem Süden war der Widerstand gegen den Einsatz Schwarzer als Soldaten groß. Sie waren für die Plantagenwirtschaft der Kolonisten ein wichtiger Produktionsfaktor. Zudem befürchtete man (nicht zu Unrecht), dass bewaffnete Sklaven sich schließlich gegen ihre Herren wenden würden. Generell wurde auch angezweifelt, dass sie so tapfer wie Weiße kämpfen würden und daher wohl eher nutzlos für die Sache der Kolonisten seien. Trotzdem ging man davon aus, dass der Wunsch nach Unabhängigkeit von Großbritannien auch bei der schwarzen (und indigenen) Bevölkerungsgruppe vorhanden sei. Dass langfristig ohne ihre Hilfe der Krieg nicht gewonnen werden konnte, war den Protagonisten der Revolution trotzdem von Anfang an klar. 1775 bemerkte George Washington, dass derjenige die ersten Erfolge erzielen würde, dem es gelang, sie am schnellsten zu bewaffnen. Deshalb kamen im Unabhängigkeitskrieg sehr bald auch farbige Freiwillige auf beiden Seiten zum Einsatz. Nach den großen Verlusten im Winter 1777/1778 forderte General Varnum den Kontinentalkongress auf, für eine breitere Unterstützung der Armee zu sorgen. Angesichts des Mangels an geeigneten Soldaten schlug Varnum vor, auch Schwarze und Indigene anzuwerben. Er und Nathaniel Greene überzeugten schließlich auch den noch äußerst skeptischen Washington von dieser Notwendigkeit. Danach reiste Varnum nach Rhode Island, um die dortige Regierung und die Sklavenhalter zu überreden, ihre Schwarzen der Armee zur Verfügung zu stellen. Nachdem die Regierung von Rhode Island ihre Zustimmung zum Aufbau einer schwarzen Einheit – bestehend aus ehemaligen Sklaven – erteilt hatte, wurde eine Truppe von etwa 225 Männern aufgestellt die unter den Befehl von Colonel Christopher Greene stand. Die Sklavenhalter wurden von der Regierung entschädigt. Da dies die einzige Einheit war, die komplett aus Schwarzen bestand, wurde sie als „Black Regiment“ bekannt.
Es wurden zunächst nur wenige von ihnen eingezogen und vorsorglich auf mehrheitlich weiße Regimenter verteilt. Im Verhältnis zur Bevölkerungsanzahl meldeten sich in den amerikanischen Kolonien sogar mehr Schwarze zu den Waffen als Weiße. Sie hofften damit vor allem, ihre Freiheit und endlich mehr Bürgerrechte zu erlangen. Dies auch deshalb, da sie dadurch den direkten Herrschaftsbereich ihrer Eigentümer verlassen konnten, und damit der erste Schritt in diese Richtung getan war. Nach der Schlacht von Yorktown berichtete der aus der Pfalz stammende Söldner Daniel Flohr, dass die Mehrheit der dort Gefallenen „Mohren“ wären. Ein anderer Augenzeuge, Baron Ludwig von Closen, schätzte, dass sich jeder vierte amerikanische Soldat aus dem schwarzen Bevölkerungsanteil rekrutierte. Am 10. Juli 1775 befahl George Washington jedoch, die Rekrutierung von Afroamerikanern vorläufig wieder zu stoppen; am 12. November desselben Jahres verbot er den Schwarzen, in die Kontinentalarmee einzutreten. Trotz dieser Maßnahmen war bis zu diesem Zeitpunkt denjenigen, die schon einige Zeit in ihr gedient hatten, erlaubt worden zu bleiben. Im gleichen Jahr erklärte Lord Dunmore, der britische Gouverneur von Virginia, in seiner als Dunmores Proklamation bekannt gewordenen Verlautbarung alle diejenigen Schwarzen für frei, die in sein „äthiopisches Regiment“ eintraten. Auf ihren Uniformen war sogar der Slogan „Liberty to Slaves“ aufgenäht. Washington nahm daraufhin seine Order zurück und wies seine Werber an, jeden Schwarzen anzunehmen, der für ihn kämpfen wollte. Auch der Landgraf von Hessen-Kassel, Friedrich II. warb nach den ersten großen Verlusten vermehrt Farbige als Söldner an. Die Proklamation Dunmores erwies sich letztendlich als wenig effektiv. In den südlichen Kolonien wurde sie allgemein als Aufruf zu Sklavenaufständen aufgefasst.
Auf beiden Seiten wurden die Schwarzen dennoch – trotz ihrer großen Einsatzbereitschaft – als Menschen zweiter Klasse behandelt. Lord Cornwallis pflegte z. B. „seine Neger“ nur zusammen mit dem Pferdebestand aufzuzählen. Hauptsächlich wurden sie als Trommler und Pfeifer, beim Tross oder zur Nachrichtenübermittlung eingesetzt. Über die schwarzen Soldaten in seiner Massachusetts Brigade bemerkte hingegen der amerikanische General John Thomas, dass:
„…wir hier einige Neger haben, aber ich betrachte sie als gleichwertig mit meinen anderen Männern, bei der Arbeit und im Einsatz“ und dass „…viele von ihnen sich als sehr mutig erwiesen haben.“
Zu besonderer Berühmtheit gelangten:
- Salem Poor, er wurde für seine außergewöhnliche Tapferkeit in der Schlacht von Bunker Hill ausgezeichnet.
- James Armistead Lafayette, ein ehemaliger Sklave aus Virginia, er diente General La Fayette als Doppelagent und
- Titus Cornelius alias „Colonel Tye“.

Bei Letzteren handelte es sich um einen ehemaligen Sklaven der nach seiner Flucht von einer Quäkerfarm am Navesink River in New Jersey mit britischer Hilfe eine 800 Mann starke Guerillatruppe rekrutierte. Tye galt im Kampf als furchtlos und besaß ein umfassendes Wissen über das lokale Terrain. Wegen seiner Führungsqualitäten ernannte man ihm zum Colonel ehrenhalber und übertrug ihm das Kommando über den o. g. Kampfverband, die sog. „Black Brigade“, mit der er von einer Festung auf der Halbinsel Sandy Hook aus in den Regionen um New York und New Jersey – speziell unter den Patrioten und Sklavenbesitzern – Angst und Schrecken verbreitete. Titus Cornelius wurde 1780 im Kampf getötet.
Der Historiker Alan Gilbert ist der Ansicht, dass die Briten den Krieg doch noch für sich entschieden hätten, wenn sie alle Schwarze in den dreizehn Kolonien – ohne Ausnahme – für immer frei erklärt hätten. Im Umkehrschluss hätten auch die Kolonisten die Kämpfe damit wohl wesentlich schneller zu ihren Gunsten beenden können. Diejenigen, die auf Seiten der Amerikaner gekämpft hatten, erlangten in der Mehrzahl tatsächlich ihre Freiheit. Danach war es ihnen aber nicht gestattet, in die neu gegründete US-Army einzutreten. Die meisten Schwarzen, die für die Briten gekämpft hatten, mussten hingegen das Land in Richtung Kanada oder Großbritannien verlassen, wo sie zwar ebenfalls frei waren, aber danach meist ein Leben in großer Armut führten. Ein Korps aus Trommlern schiffte sich mit den Söldnern des Generals Friedrich Adolf Riedesel nach Deutschland ein. Teilweise wurden sie auch wieder ihren loyalistischen Besitzern ausgeliefert, die nach Gründung der Vereinigten Staaten in die Karibik auswanderten. Aber selbst danach war die persönliche Freiheit und das Recht auf den Militärdienst nur auf diejenigen Staaten beschränkt, die die Sklaverei schon während der Revolution oder kurz danach abgeschafft hatten.

## Indigene
Im Jahr 1763 erließen die Briten eine Proklamation, die es den Kolonisten verbot, das Land der amerikanischen Ureinwohner zu besiedeln. Aus diesem Grund, gepaart mit mehreren anderen wirtschaftlichen und politischen Gründen, stellten sich viele amerikanische Ureinwohner, darunter vier der sechs Stämme der Irokesen-Föderation, bei Ausbruch des Krieges auf die Seite der Briten, darunter auch der Mohawk-Chief Joseph Brant (Thayendanegea), der es in der British Army bis zum Captain bringen sollte. Die meisten indigenen Nationen versuchten, neutral zu bleiben oder sympathisierten mit den Briten, mit denen sie wichtige Handelsbeziehungen und Schutzbündnisse unterhielten. Einige Stämme, darunter die Oneidas, Tuscaroras und Stockbridge-Munsees entschieden sich, für General Washington zu kämpfen. Die Stockbridge-Indianer im Westen von Massachusetts, eine Flüchtlingsgemeinschaft von Mohikanern, Housaton und Wappingern, kämpften während der Amerikanischen Revolution tapfer für die Sache der Unabhängigkeit. Oneidas nahmen als Späher, Spione und Soldaten an einigen Schlachten teil und leisteten hierzu ebenfalls einen wichtigen Beitrag. Ihre Wahl wurde durch die Nähe zu den größeren Städten, die Beziehungen zu christlichen Missionaren und den Wunsch, ihr Stammland wieder zurückzugewinnen oder zu schützen, beeinflusst. Nach dem amerikanischen Sieg verloren die indigenen Nationen die Verbindung zu ihren europäischen Verbündeten und mussten den landhungrigen Vereinigten Staaten alleine entgegentreten. Der Ausgang der Amerikanischen Revolution bedeutete daher für die Zukunft der östlichen Indianerstämme nichts Gutes. Die Stämme der Irokesen-Föderation erlitten – zusammen mit anderen amerikanischen Ureinwohnern – im Unabhängigkeitskrieg große Verluste. Durch interne Kämpfe und Krankheiten zusätzlich geschwächt, wurden sie noch dazu im 1783 unterzeichneten Vertrag von Paris von den USA nicht als eigenständige Ethnie anerkannt. Verträge, die vor dem Krieg mit den Briten geschlossen wurden, wurden von den US-Amerikanern geflissentlich ignoriert. Die Kriegsjahre, daran anschließende blutige Konflikte und die Expansion der Weißen führten beinahe zur Auslöschung der östlichen Indigenenstämme.

## Ausländische Soldaten
Ausländische Freiwillige kämpften auf beiden Seiten. In den Reihen der Briten kämpften sowohl loyale Indianerstämme als auch Truppenkontingente aus verschiedenen deutschen Fürstentümern (bezeichnet als Hessians). Die amerikanischen Patrioten wurden von einer Koalition europäischer Mächte unterstützt, zu der Frankreich, Spanien, die Vereinigten Niederlande und Offiziere verschiedenster europäischer Nationen gehörten.
Der schillerndste von ihnen, der französische Adelige Marie-Joseph Motier, Marquis de La Fayette, schiffte sich an der Spitze einer von ihm angeworbenen Truppe nach Amerika ein, um dort für die amerikanische Unabhängigkeit und seine mit der Aufklärung verbundenen Ideale zu kämpfen. Am 13. Juni 1777 ging er nördlich von Charleston an Land und bot Washington unentgeltlich seine Dienste an. Durch einen Sonderbeschluss des Kongresses wurde er am 31. Juli zum Offizier der Kontinentalarmee im Rang eines Major General ernannt. 1778 verbündeten sich Frankreich und die dreizehn Kolonien gegen Großbritannien, daraufhin erklärte London auch Frankreich den Krieg. La Fayette kehrte 1779 für sechs Monate nach Frankreich zurück, um Militär- und Finanzmittel für die Amerikaner zu beschaffen. 1780 begab er sich an Bord der Hermione und war nach seiner Rückkehr führend am Virginia-Feldzug beteiligt. Dieser endete 1781 mit der Kapitulation der Briten bei Yorktown.
Der aus Polen stammende Tadeusz Kościuszko betrat 1776 in Philadelphia amerikanischen Boden und wurde bald danach zum Colonel im Pionierkorps der Kontinentalarmee ernannt. Er entwarf u. a. die Wehranlagen von Fort Billingsport und Fort Mercer am Ufer des Delaware River bei Philadelphia. Kościuszko hatte 1777 das Kommando bei der Errichtung verschiedener Forts und befestigter Militärcamps an der kanadischen Grenze. Im gleichen Jahr nahm er an der Schlacht von Ticonderoga und der Schlacht von Saratoga teil. Zum amerikanischen Sieg in der Schlacht von Saratoga, die als Wendepunkt im Unabhängigkeitskrieg gilt, sollen die von Kościuszko auf der Anhöhe Bemis Heights errichteten Befestigungen wesentlich beigetragen haben. So hielt der Historiker Edward Channing hierzu fest:
„Das Verdienst für Saratoga gebührt Horatio Gates, und mit ihm Daniel Morgan, Benjamin Lincoln und Tadeusz Kościuszko“.
Vom 26. März 1778 bis in den Sommer 1780 befestigte Kościuszko West Point am Hudson River. Dave Richard Palmer, ein späterer Superintendent der US Military Academy beschrieb es als eine Festung, die ihrer Zeit weit voraus gewesen sei. Nach Abschluss der Arbeiten in West Point wurde Kościuszko (mit einem Brief Washingtons vom 3. August 1780) auf die südlichen Kriegsschauplätze beordert und zum Generalingenieur der Südarmee ernannt. Kościuszkos Geniearbeiten, insbesondere der Bau von Flachbooten, spielten eine bedeutende Rolle in den Feldzügen der „Südlichen Armee“ unter General Nathanael Greene, in denen die Briten schließlich in der Schlacht bei Yorktown besiegt wurden. Seit 1779 bis zum Ende des Unabhängigkeitskriegs war Kościuszko als Ordonnanz Agrippa Hull aus Northampton (Massachusetts) (1759–1848) beigestellt. Der Kongress der Vereinigten Staaten verlieh Kościuszko 1783 den Rang eines Brigade General und die US-amerikanische Staatsbürgerschaft. Im selben Jahr wurde er Gründungsmitglied der Society of the Cincinnati, einem von amerikanischen Offizieren gegründeten Orden, der nach Lucius Quinctius Cincinnatus als Musterbeispiel republikanischer Tugenden benannt ist.

## Uniformen
Die amerikanischen Soldaten ausreichend einzukleiden und auszurüsten war eine schwierige Aufgabe. Verantwortlich hiefür war als Generalkommissar der Intendantur James Mease, ein Kaufmann aus Philadelphia. Mease arbeitete beim Einkauf von Rohstoffen für Uniformen und Schuhe mit staatlichen Agenten zusammen. 1778 mussten jedoch er und sein Stellvertreter wegen der Vorlage von gefälschten Abrechnungen ihres Amtes enthoben werden. Deswegen waren die Soldaten der Kontinentalarmee anfangs nur mangelhaft gekleidet, hatten nur wenige Decken und oft nicht einmal Schuhe. Diese Probleme waren aber nicht immer die Folge von Materialmangel, sondern vielmehr von dilettantischer Organisation und fehlenden Transportmöglichkeiten. Diesbezügliche Hilfe kam vor allem aus Frankreich, und für den Rest des Krieges stammten die meisten Kleidungskontingente aus Übersee. Nach Beginn des Krieges mit Großbritannien (Schlacht von Lexington und Concord) musste der Kontinentalkongress auch eine einheitliche Farbe für die Uniformen der neuen Armee festzulegen. Die Wahl der Abgeordneten fiel, weil dieses Stoffmaterial in den Kolonien am ehesten verfügbar war, auf Braun, aber diese Farbe konnte sich bei der Truppe nie wirklich durchsetzen. 1775 gestattete der pragmatische Washington seinen Kommandeuren zunächst, ihre Soldaten und Offiziere nach ihren eigenen Vorstellungen einzukleiden. Das ernüchternde Ergebnis war ein recht buntes Erscheinungsbild der ersten amerikanischen Armee. Einige der Offiziere wählten sogar rote Röcke, die aber auch von den britischen Soldaten getragen wurden. Washington befahl daraufhin, sie entweder in braun umzufärben oder im Einsatz nur unter einem Obergewand zu tragen, da sie im Nahkampf mit den britischen „Rotröcken“ ansonsten nur tödliche Verwirrung stiften würden. Die meisten der Offiziere bevorzugten aber von Anfang an das Blau für ihre Waffenröcke, und 1778 erklärten sich auch die unteren Chargen der Armee geschlossen dafür. Der Kongress erteilte daraufhin General Washington das alleinige Privileg, ein einheitliches Uniformdesign für die Kontinentalarmee zu bestimmen, das dann auch 1779 in der Armee offiziell eingeführt wurde. Es bestand im Wesentlichen aus einem blauen Waffenrock, dessen Aufschläge und Innenfutter mit roten oder weißen Stoff ausgeschlagen waren. Diese Farbkombination ermöglichte im Gefecht auch eine klare Unterscheidung von den britischen Soldaten. Die jeweilige Farbe gab die Waffengattung vor, bei der der Soldat diente. Infanterieeinheiten trugen weiße Aufschläge, die der Artillerie rote. Dennoch konnten nicht alle amerikanischen Soldaten sofort damit ausgestattet werden, da die hierfür geeigneten Stoffe im Land knapp waren. Deshalb wurden auch die althergebrachten Röcke noch etwas länger weiterverwendet. Im Juli 1778 wurde sogar eine Lotterie abgehalten, um zu entscheiden, wie der Uniformnachschub unter der Infanterie verteilt werden sollten. Letztere wurde in zwei Durchgängen abgehalten und von Washingtons Adjutanten überwacht. Die besagte Lieferung umfasste braune und blaue Uniformen, die später als „Lottery Coats“ bezeichnet wurden.
Die Verteilung der Waffenröcke gestaltete sich wie folgt:
- Blaue Uniformen: • North Carolina • Maryland • New Jersey • New York
- Braune Uniformen: • Virginia • Delaware • Pennsylvania • Massachusetts • New Hampshire

Scharfschützen, Marines und Rangers waren in Grün gekleidet, das sich auch hervorragend zur Tarnung eignete, die roten Uniformen ihrer Gegner waren deshalb für sie leichte Ziele. Die Marinesoldaten trugen zum Schutz zusätzlich einen Lederkragen. Der Begriff „Ledernacken“ für die heutigen US-Marines geht auf diesen Kragen zurück. Die Independent companies wurden von vermögenden Privatiers aufgestellt, die in der Regel auch die Uniformen stellten und deren Farben selbst bestimmten. Als die amerikanischen Streitkräfte an Zahl zunahmen, wuchs damit aber auch die Vielfalt an Stilen und Formen von Kopfbedeckungen, Gamaschen und Halbgamaschen. Viele Uniformbestandteile stammten auch aus gekaperten oder beschlagnahmten britischen Beständen. Die Spanier erbeuteten bei einem Seegefecht z. B. 3.000 Stück, die später von ihnen an die Kontinentalarmee abgegeben wurden, zwei amerikanische Schiffe unter dem Kommando von Captain John Paul Jones und Captain Hoysteed Hacker schlichen sich am 13. November 1776 in den Hafen von Narragansett und enterten den britischen Versorger Mellish (Captain Joseph Stevenson). Die Mellish war ursprünglich auf dem Weg von Liverpool nach Quebec, sie hatte u. a. 10.000 Winteruniformen an Bord, die für die britischen Truppen von General John Burgoyne bestimmt waren. Auch die Uniformen aus ihren Laderäumen fanden bald den Weg in die Depots der Kontinentalarmee. 20 Dollar wurden jedem Rekruten, der seine eigene Ausrüstung mitbrachte, als Prämie ausgezahlt, vorausgesetzt, dass diese nachweislich schon vorher im Besitz des Soldaten war. Dazu zählten: 2 Leinenhemden, 2 Paar Wickelgamaschen, Leder- oder Wollweste, 1 Paar Reithosen, Hut oder Ledermütze, 2 Hemden, 2 Paar Hosen und 2 Paar Schuhe. Der offizielle Regimentsrock musste im Einsatz zwingend getragen werden, auch in den warmen Jahreszeiten. Optional waren aber auch gefärbte, selbstgesponnene Leinenröcke erlaubt.

## Ausrüstung
Standardmäßig (ab 1778) waren die Continentals im Feld mit einem Dreispitz als Kopfbedeckung, Leinenhemd und Weste, Hosen, einer ledernen Patronentasche, Schnallenschuhe, einem Waffenrock (in den jeweiligen Regimentsfarben), einer Wasserflasche, Brotbeutel oder Tornister, einem Bajonett mit Trageschlinge und der Brown Bess Muskete ausgerüstet. Viele Schuhe waren nicht als linkes bzw. rechtes Exemplar angefertigt worden, da sie möglichst problemlos an beide Füße passen sollten. Als auch Stiefel geliefert wurden, wurden diese ausschließlich an die Kavallerie ausgegeben. Die meisten Soldaten trugen deshalb Mokassins oder was auch immer gerade verfügbar war.

## Ernährung
Unter normalen Umständen stand einem amerikanischen Soldaten die nachfolgend angeführte Tagesration zu:
- 1/2 Pfund Mehl oder Brot,
- 1 Pfund Rindfleisch oder Fisch, oder 3/4 Pfund Schweinefleisch,
- eine Kanne Whisky.

Die Zuteilung der Rationen konnte jedoch in Bezug auf ihre Größe und Zusammensetzung sehr unregelmäßig ausfallen und hing oft vom Wetter, den Straßenverhältnissen und der Jahreszeit ab.

## Verluste
Die Gesamtzahl der amerikanischen Kriegsopfer stellt sich wie folgt dar:
- 8.000 fielen vermutlich im Kampf,
- 16.000 bis 17.000 fielen Krankheiten oder Hunger zum Opfer,
- etwa 8.000 bis 12.000, starben in Kriegsgefangenschaft,
- 25.000 Männer wurden verwundet,
- mehr als 20.000 gerieten in Kriegsgefangenschaft.[80]

## Dienstränge und Insignien
Zu Anfang des Unabhängigkeitskriegs trugen Offiziere und Unteroffiziere der CA zunächst Schärpen, Kokarden und Schulterklappen in verschiedenen Farben als provisorische Rangabzeichen, wie Washington 1775 notierte:
„Da die Kontinentalarmee 1775 leider keine Uniformen hatte und es deswegen viele Unannehmlichkeiten gab, weil Offiziere nicht von einfachen Soldaten unterschieden werden konnten, ist es wünschenswert, dass umgehend ein Auszeichnungssystem eingeführt wird; zum Beispiel, dass die Feldoffiziere rote oder rosafarbene Kokarden an ihren Hüten tragen, die Hauptleute gelbe oder hellbraune und die Unteroffiziere grüne.“
Ab 1776 sollten Hauptleute hellbraune oder weiße Kokarden tragen. Fünf Jahre später wurde bei der Truppe die einheitliche, blau-weiß-rote Uniform mit einer schwarz-weißen Kokarde für alle Ränge eingeführt. Offiziere der CA trugen zusätzlich silberne oder goldene Insignien. Für Offiziere wurden per Generalorder vom 18. Juni 1780 zwei Metall-Epauletten eingeführt. Für die beiden Unteroffiziersränge, Sergeant und Corporal, war seit der Generalorder vom 23. Juli 1775 eine Stoff-Epaulette vorgeschrieben. Am Ende des Krieges kam noch der Rang des Sergeant Major hinzu, der an zwei Stoff-Epauletten zu erkennen war. Anzahl, Position und Farbe für Unteroffiziersepauletten wurden danach noch mehrmals geändert.

### Rangabzeichen ab 1775
|                | Commander-in-Chief | General Officers | General Officers  | General Officers | Field Officers | Field Officers     | Field Officers | Junior Officers | Junior Officers | Junior Officers | Non-Commissioned Officers | Non-Commissioned Officers | Enlisted |
| -------------- | ------------------ | ---------------- | ----------------- | ---------------- | -------------- | ------------------ | -------------- | --------------- | --------------- | --------------- | ------------------------- | ------------------------- | -------- |
| Dienstrang     | General            | Major general    | Brigadier general | Aide-de-camp     | Colonel        | Lieutenant colonel | Major          | Captain         | Lieutenant      | Cornet, Ensign  | Sergeant                  | Corporal                  | Private  |
| Kokarde am Hut |                    |                  |                   |                  |                |                    |                |                 |                 |                 |                           |                           |          |
|                |                    |                  |                   |                  |                |                    |                |                 |                 |                 | Rechte Schulter           | Rechte Schulter           |          |
| Epauletten     |                    |                  |                   |                  |                |                    |                |                 |                 |                 |                           |                           |          |
| Schärpe        |                    |                  |                   |                  |                |                    |                |                 |                 |                 |                           |                           |          |

### Rangabzeichen ab 1780
| Kokarde am Hut |                           |                           |                           |                           |                                                                     |                           |                           |                 |                |                |                           |                 |                 |  |
|                | linke und rechte Schulter | linke und rechte Schulter | linke und rechte Schulter | linke und rechte Schulter | linke und rechte Schulter mit Silber- oder Goldborten am Waffenrock | linke und rechte Schulter | linke und rechte Schulter | rechte Schulter | linke Schulter | linke Schulter | linke und rechte Schulter | rechte Schulter | rechte Schulter |  |
| Epauletten     |                           |                           |                           |                           |                                                                     |                           |                           |                 |                |                |                           |                 |                 |  |

## Bedeutende Schlachten
- Belagerung von Boston und Schlacht von Bunker Hill
- Schlacht von Long Island
- Schlacht von Trenton
- Schlacht von Princeton
- Schlacht von Saratoga
- Schlacht von Yorktown